# Матч за звание чемпиона мира по шахматам 2010
Матч за звание чемпиона мира по шахматам 2010 прошёл между действующим чемпионом мира Вишванатаном Анандом и победителем матча претендентов Веселином Топаловым с 21 апреля по 11 мая 2010 года в Софии. Ананд одержал победу со счётом 6½-5½ и сохранил титул чемпиона мира.
Этот матч стал первым соревнованием за звание чемпиона мира по «классическим» шахматам после 1937 года, в котором не участвовали представители СССР/России.

## Регламент
- В случае, если кто-либо из игроков отказался бы от участия, его заменили бы: Ананда — Владимир Крамник, Топалова — Гата Камский. В случае отказа Крамника или Камского их заменили бы игроки в соответствии с рейтингом ФИДЕ на январь 2010 года.
- Откладывание партий не допускалось.
- На церемонии открытия состолась жеребьёвка цветов, которыми предстояло играть участникам. После каждой партии игроки меняли цвета фигур, с одним исключением: в 7-й партии игроки играли теми же цветами, что и в 6-й.
- Контроль времени: 120 минут на первые 40 ходов, 60 минут на следующие 20 ходов, 15 минут на оставшуюся часть партии (с добавлением 30 секунд за ход после того, как сделан 61-й ход).
- Матч выигрывал участник, набравший 6½ или больше очков, дальнейшие партии не проводились. Таким образом, матч состоял минимум из 7, максимум из 12 партий.
- При счёте 6:6 назначался тай-брейк — 4 партии. Перед тай-брейком предстояла новая жеребьёвка цветов. Контроль времени в тай-брейке: 25 минут каждому игроку на партию, с добавлением 10 секунд после каждого хода).
- Если после 4 партий тай-брейка счёт был бы равным, предстояла новая жеребьёвка цветов и проводился бы матч из двух блиц-партий — 5 минут на партию с добавлением 3 секунд после каждого хода.
- Если счёт остался бы равным и после этого блиц-матча, назначались новые блиц-матчи на тех же условиях до тех пор, пока не будет выявлен победитель. Всего могло быть проведено 5 таких матчей (10 партий).
- Если счёт по-прежнему остался бы равным после 5 матчей, назначался решающая партия. Предстояла жеребьёвка, её победитель выбирал цвет фигур. Белые получали 5 минут на партию, чёрные — 4 минуты. Начиная с 61-го хода игрокам добавлялось 3 секунды за ход. В случае ничьей чёрные объявлялись бы победителем.
- Игроки пользовались одним и тем же туалетом. Отдельных комнат отдыха не предусмотрено, зоны отдыха игроков находились у сцены или на ней, в пределах видимости арбитров и зрителей.

Кроме того, по настоянию болгарской стороны, на матче были приняты софийские правила, запрещающие ничью по соглашению сторон.

## Расписание матча
По просьбе Ананда расписание было сдвинуто на один день по сравнению с первоначальным графиком.
Начало всех партий, за исключением первой — 15:00 по восточноевропейскому времени (16:00 по московскому)
- 21 апреля — открытие (18:00 по восточноевропейскому времени)
- 24 апреля — первая партия (17:00 по восточноевропейскому времени, 18:00 по московскому)
- 25 апреля — вторая партия
- 26 апреля — выходной
- 27 апреля — третья партия
- 28 апреля — четвёртая партия
- 29 апреля — выходной
- 30 апреля — пятая партия
- 1 мая — шестая партия
- 2 мая — выходной
- 3 мая — седьмая партия
- 4 мая — восьмая партия
- 5 мая — выходной
- 6 мая — девятая партия
- 7 мая — десятая партия
- 8 мая — выходной
- 9 мая — одиннадцатая партия
- 10 мая — выходной
- 11 мая — двенадцатая партия
- 12 мая — выходной
- 13 мая — тай-брейк

Закрытие матча былло запланировано на следующий день или через день после того, как будет выявлен победитель.

## Таблица матча
| №           | Участники        | Рейтинг     | 1     | 2     | 3     | 4     | 5     | 6     | 7     | 8     | 9     | 10    | 11    | 12    |  | + | − | = | Очки |
| ----------- | ---------------- | ----------- | ----- | ----- | ----- | ----- | ----- | ----- | ----- | ----- | ----- | ----- | ----- | ----- |  | - | - | - | ---- |
| 1           | Вишванатан Ананд | 2787        | 0     | 1     | ½     | 1     | ½     | ½     | ½     | 0     | ½     | ½     | ½     | 1     |  | 3 | 2 | 7 | 6½   |
| 2           | Веселин Топалов  | 2805        | 1     | 0     | ½     | 0     | ½     | ½     | ½     | 1     | ½     | ½     | ½     | 0     |  | 2 | 3 | 7 | 5½   |
| ECO         | ECO              | ECO         | D87   | E04   | D17   | E04   | D17   | E04   | E11   | D17   | E54   | D85   | A29   | D56   |  |   |   |   |      |
| Игровые дни | Игровые дни      | Игровые дни | 24.04 | 25.04 | 27.04 | 28.04 | 30.04 | 01.05 | 03.05 | 04.05 | 06.05 | 07.05 | 09.05 | 11.05 |  |   |   |   |      |

## Ход матча
21 апреля во время открытия состоялась жеребьёвка. Топалову выпало играть белыми в 1, 3, 5, 8, 10 и 12 партиях, Ананду — в 2, 4, 6, 7, 9 и 11 партиях.

### 1 партия
|   | a | b | c | d | e | f | g | h |   |
| - | --- | --- | --- | --- | --- | --- | --- | --- | - |
| 8 | a8 чёрная ладья · c8 чёрный слон · f8 чёрная ладья · a7 чёрная пешка · f7 чёрный король · b6 чёрная пешка · f6 чёрная пешка · a5 чёрный конь · e5 чёрный ферзь · f5 белая пешка · g5 чёрная пешка · h5 белый конь · d4 чёрная пешка · e4 белая пешка · d3 белый слон · f3 белая ладья · a2 белая пешка · d2 белый ферзь · g2 белая пешка · c1 белая ладья · g1 белый король | a8 чёрная ладья · c8 чёрный слон · f8 чёрная ладья · a7 чёрная пешка · f7 чёрный король · b6 чёрная пешка · f6 чёрная пешка · a5 чёрный конь · e5 чёрный ферзь · f5 белая пешка · g5 чёрная пешка · h5 белый конь · d4 чёрная пешка · e4 белая пешка · d3 белый слон · f3 белая ладья · a2 белая пешка · d2 белый ферзь · g2 белая пешка · c1 белая ладья · g1 белый король | a8 чёрная ладья · c8 чёрный слон · f8 чёрная ладья · a7 чёрная пешка · f7 чёрный король · b6 чёрная пешка · f6 чёрная пешка · a5 чёрный конь · e5 чёрный ферзь · f5 белая пешка · g5 чёрная пешка · h5 белый конь · d4 чёрная пешка · e4 белая пешка · d3 белый слон · f3 белая ладья · a2 белая пешка · d2 белый ферзь · g2 белая пешка · c1 белая ладья · g1 белый король | a8 чёрная ладья · c8 чёрный слон · f8 чёрная ладья · a7 чёрная пешка · f7 чёрный король · b6 чёрная пешка · f6 чёрная пешка · a5 чёрный конь · e5 чёрный ферзь · f5 белая пешка · g5 чёрная пешка · h5 белый конь · d4 чёрная пешка · e4 белая пешка · d3 белый слон · f3 белая ладья · a2 белая пешка · d2 белый ферзь · g2 белая пешка · c1 белая ладья · g1 белый король | a8 чёрная ладья · c8 чёрный слон · f8 чёрная ладья · a7 чёрная пешка · f7 чёрный король · b6 чёрная пешка · f6 чёрная пешка · a5 чёрный конь · e5 чёрный ферзь · f5 белая пешка · g5 чёрная пешка · h5 белый конь · d4 чёрная пешка · e4 белая пешка · d3 белый слон · f3 белая ладья · a2 белая пешка · d2 белый ферзь · g2 белая пешка · c1 белая ладья · g1 белый король | a8 чёрная ладья · c8 чёрный слон · f8 чёрная ладья · a7 чёрная пешка · f7 чёрный король · b6 чёрная пешка · f6 чёрная пешка · a5 чёрный конь · e5 чёрный ферзь · f5 белая пешка · g5 чёрная пешка · h5 белый конь · d4 чёрная пешка · e4 белая пешка · d3 белый слон · f3 белая ладья · a2 белая пешка · d2 белый ферзь · g2 белая пешка · c1 белая ладья · g1 белый король | a8 чёрная ладья · c8 чёрный слон · f8 чёрная ладья · a7 чёрная пешка · f7 чёрный король · b6 чёрная пешка · f6 чёрная пешка · a5 чёрный конь · e5 чёрный ферзь · f5 белая пешка · g5 чёрная пешка · h5 белый конь · d4 чёрная пешка · e4 белая пешка · d3 белый слон · f3 белая ладья · a2 белая пешка · d2 белый ферзь · g2 белая пешка · c1 белая ладья · g1 белый король | a8 чёрная ладья · c8 чёрный слон · f8 чёрная ладья · a7 чёрная пешка · f7 чёрный король · b6 чёрная пешка · f6 чёрная пешка · a5 чёрный конь · e5 чёрный ферзь · f5 белая пешка · g5 чёрная пешка · h5 белый конь · d4 чёрная пешка · e4 белая пешка · d3 белый слон · f3 белая ладья · a2 белая пешка · d2 белый ферзь · g2 белая пешка · c1 белая ладья · g1 белый король | 8 |
| 7 | a8 чёрная ладья · c8 чёрный слон · f8 чёрная ладья · a7 чёрная пешка · f7 чёрный король · b6 чёрная пешка · f6 чёрная пешка · a5 чёрный конь · e5 чёрный ферзь · f5 белая пешка · g5 чёрная пешка · h5 белый конь · d4 чёрная пешка · e4 белая пешка · d3 белый слон · f3 белая ладья · a2 белая пешка · d2 белый ферзь · g2 белая пешка · c1 белая ладья · g1 белый король | a8 чёрная ладья · c8 чёрный слон · f8 чёрная ладья · a7 чёрная пешка · f7 чёрный король · b6 чёрная пешка · f6 чёрная пешка · a5 чёрный конь · e5 чёрный ферзь · f5 белая пешка · g5 чёрная пешка · h5 белый конь · d4 чёрная пешка · e4 белая пешка · d3 белый слон · f3 белая ладья · a2 белая пешка · d2 белый ферзь · g2 белая пешка · c1 белая ладья · g1 белый король | a8 чёрная ладья · c8 чёрный слон · f8 чёрная ладья · a7 чёрная пешка · f7 чёрный король · b6 чёрная пешка · f6 чёрная пешка · a5 чёрный конь · e5 чёрный ферзь · f5 белая пешка · g5 чёрная пешка · h5 белый конь · d4 чёрная пешка · e4 белая пешка · d3 белый слон · f3 белая ладья · a2 белая пешка · d2 белый ферзь · g2 белая пешка · c1 белая ладья · g1 белый король | a8 чёрная ладья · c8 чёрный слон · f8 чёрная ладья · a7 чёрная пешка · f7 чёрный король · b6 чёрная пешка · f6 чёрная пешка · a5 чёрный конь · e5 чёрный ферзь · f5 белая пешка · g5 чёрная пешка · h5 белый конь · d4 чёрная пешка · e4 белая пешка · d3 белый слон · f3 белая ладья · a2 белая пешка · d2 белый ферзь · g2 белая пешка · c1 белая ладья · g1 белый король | a8 чёрная ладья · c8 чёрный слон · f8 чёрная ладья · a7 чёрная пешка · f7 чёрный король · b6 чёрная пешка · f6 чёрная пешка · a5 чёрный конь · e5 чёрный ферзь · f5 белая пешка · g5 чёрная пешка · h5 белый конь · d4 чёрная пешка · e4 белая пешка · d3 белый слон · f3 белая ладья · a2 белая пешка · d2 белый ферзь · g2 белая пешка · c1 белая ладья · g1 белый король | a8 чёрная ладья · c8 чёрный слон · f8 чёрная ладья · a7 чёрная пешка · f7 чёрный король · b6 чёрная пешка · f6 чёрная пешка · a5 чёрный конь · e5 чёрный ферзь · f5 белая пешка · g5 чёрная пешка · h5 белый конь · d4 чёрная пешка · e4 белая пешка · d3 белый слон · f3 белая ладья · a2 белая пешка · d2 белый ферзь · g2 белая пешка · c1 белая ладья · g1 белый король | a8 чёрная ладья · c8 чёрный слон · f8 чёрная ладья · a7 чёрная пешка · f7 чёрный король · b6 чёрная пешка · f6 чёрная пешка · a5 чёрный конь · e5 чёрный ферзь · f5 белая пешка · g5 чёрная пешка · h5 белый конь · d4 чёрная пешка · e4 белая пешка · d3 белый слон · f3 белая ладья · a2 белая пешка · d2 белый ферзь · g2 белая пешка · c1 белая ладья · g1 белый король | a8 чёрная ладья · c8 чёрный слон · f8 чёрная ладья · a7 чёрная пешка · f7 чёрный король · b6 чёрная пешка · f6 чёрная пешка · a5 чёрный конь · e5 чёрный ферзь · f5 белая пешка · g5 чёрная пешка · h5 белый конь · d4 чёрная пешка · e4 белая пешка · d3 белый слон · f3 белая ладья · a2 белая пешка · d2 белый ферзь · g2 белая пешка · c1 белая ладья · g1 белый король | 7 |
| 6 | a8 чёрная ладья · c8 чёрный слон · f8 чёрная ладья · a7 чёрная пешка · f7 чёрный король · b6 чёрная пешка · f6 чёрная пешка · a5 чёрный конь · e5 чёрный ферзь · f5 белая пешка · g5 чёрная пешка · h5 белый конь · d4 чёрная пешка · e4 белая пешка · d3 белый слон · f3 белая ладья · a2 белая пешка · d2 белый ферзь · g2 белая пешка · c1 белая ладья · g1 белый король | a8 чёрная ладья · c8 чёрный слон · f8 чёрная ладья · a7 чёрная пешка · f7 чёрный король · b6 чёрная пешка · f6 чёрная пешка · a5 чёрный конь · e5 чёрный ферзь · f5 белая пешка · g5 чёрная пешка · h5 белый конь · d4 чёрная пешка · e4 белая пешка · d3 белый слон · f3 белая ладья · a2 белая пешка · d2 белый ферзь · g2 белая пешка · c1 белая ладья · g1 белый король | a8 чёрная ладья · c8 чёрный слон · f8 чёрная ладья · a7 чёрная пешка · f7 чёрный король · b6 чёрная пешка · f6 чёрная пешка · a5 чёрный конь · e5 чёрный ферзь · f5 белая пешка · g5 чёрная пешка · h5 белый конь · d4 чёрная пешка · e4 белая пешка · d3 белый слон · f3 белая ладья · a2 белая пешка · d2 белый ферзь · g2 белая пешка · c1 белая ладья · g1 белый король | a8 чёрная ладья · c8 чёрный слон · f8 чёрная ладья · a7 чёрная пешка · f7 чёрный король · b6 чёрная пешка · f6 чёрная пешка · a5 чёрный конь · e5 чёрный ферзь · f5 белая пешка · g5 чёрная пешка · h5 белый конь · d4 чёрная пешка · e4 белая пешка · d3 белый слон · f3 белая ладья · a2 белая пешка · d2 белый ферзь · g2 белая пешка · c1 белая ладья · g1 белый король | a8 чёрная ладья · c8 чёрный слон · f8 чёрная ладья · a7 чёрная пешка · f7 чёрный король · b6 чёрная пешка · f6 чёрная пешка · a5 чёрный конь · e5 чёрный ферзь · f5 белая пешка · g5 чёрная пешка · h5 белый конь · d4 чёрная пешка · e4 белая пешка · d3 белый слон · f3 белая ладья · a2 белая пешка · d2 белый ферзь · g2 белая пешка · c1 белая ладья · g1 белый король | a8 чёрная ладья · c8 чёрный слон · f8 чёрная ладья · a7 чёрная пешка · f7 чёрный король · b6 чёрная пешка · f6 чёрная пешка · a5 чёрный конь · e5 чёрный ферзь · f5 белая пешка · g5 чёрная пешка · h5 белый конь · d4 чёрная пешка · e4 белая пешка · d3 белый слон · f3 белая ладья · a2 белая пешка · d2 белый ферзь · g2 белая пешка · c1 белая ладья · g1 белый король | a8 чёрная ладья · c8 чёрный слон · f8 чёрная ладья · a7 чёрная пешка · f7 чёрный король · b6 чёрная пешка · f6 чёрная пешка · a5 чёрный конь · e5 чёрный ферзь · f5 белая пешка · g5 чёрная пешка · h5 белый конь · d4 чёрная пешка · e4 белая пешка · d3 белый слон · f3 белая ладья · a2 белая пешка · d2 белый ферзь · g2 белая пешка · c1 белая ладья · g1 белый король | a8 чёрная ладья · c8 чёрный слон · f8 чёрная ладья · a7 чёрная пешка · f7 чёрный король · b6 чёрная пешка · f6 чёрная пешка · a5 чёрный конь · e5 чёрный ферзь · f5 белая пешка · g5 чёрная пешка · h5 белый конь · d4 чёрная пешка · e4 белая пешка · d3 белый слон · f3 белая ладья · a2 белая пешка · d2 белый ферзь · g2 белая пешка · c1 белая ладья · g1 белый король | 6 |
| 5 | a8 чёрная ладья · c8 чёрный слон · f8 чёрная ладья · a7 чёрная пешка · f7 чёрный король · b6 чёрная пешка · f6 чёрная пешка · a5 чёрный конь · e5 чёрный ферзь · f5 белая пешка · g5 чёрная пешка · h5 белый конь · d4 чёрная пешка · e4 белая пешка · d3 белый слон · f3 белая ладья · a2 белая пешка · d2 белый ферзь · g2 белая пешка · c1 белая ладья · g1 белый король | a8 чёрная ладья · c8 чёрный слон · f8 чёрная ладья · a7 чёрная пешка · f7 чёрный король · b6 чёрная пешка · f6 чёрная пешка · a5 чёрный конь · e5 чёрный ферзь · f5 белая пешка · g5 чёрная пешка · h5 белый конь · d4 чёрная пешка · e4 белая пешка · d3 белый слон · f3 белая ладья · a2 белая пешка · d2 белый ферзь · g2 белая пешка · c1 белая ладья · g1 белый король | a8 чёрная ладья · c8 чёрный слон · f8 чёрная ладья · a7 чёрная пешка · f7 чёрный король · b6 чёрная пешка · f6 чёрная пешка · a5 чёрный конь · e5 чёрный ферзь · f5 белая пешка · g5 чёрная пешка · h5 белый конь · d4 чёрная пешка · e4 белая пешка · d3 белый слон · f3 белая ладья · a2 белая пешка · d2 белый ферзь · g2 белая пешка · c1 белая ладья · g1 белый король | a8 чёрная ладья · c8 чёрный слон · f8 чёрная ладья · a7 чёрная пешка · f7 чёрный король · b6 чёрная пешка · f6 чёрная пешка · a5 чёрный конь · e5 чёрный ферзь · f5 белая пешка · g5 чёрная пешка · h5 белый конь · d4 чёрная пешка · e4 белая пешка · d3 белый слон · f3 белая ладья · a2 белая пешка · d2 белый ферзь · g2 белая пешка · c1 белая ладья · g1 белый король | a8 чёрная ладья · c8 чёрный слон · f8 чёрная ладья · a7 чёрная пешка · f7 чёрный король · b6 чёрная пешка · f6 чёрная пешка · a5 чёрный конь · e5 чёрный ферзь · f5 белая пешка · g5 чёрная пешка · h5 белый конь · d4 чёрная пешка · e4 белая пешка · d3 белый слон · f3 белая ладья · a2 белая пешка · d2 белый ферзь · g2 белая пешка · c1 белая ладья · g1 белый король | a8 чёрная ладья · c8 чёрный слон · f8 чёрная ладья · a7 чёрная пешка · f7 чёрный король · b6 чёрная пешка · f6 чёрная пешка · a5 чёрный конь · e5 чёрный ферзь · f5 белая пешка · g5 чёрная пешка · h5 белый конь · d4 чёрная пешка · e4 белая пешка · d3 белый слон · f3 белая ладья · a2 белая пешка · d2 белый ферзь · g2 белая пешка · c1 белая ладья · g1 белый король | a8 чёрная ладья · c8 чёрный слон · f8 чёрная ладья · a7 чёрная пешка · f7 чёрный король · b6 чёрная пешка · f6 чёрная пешка · a5 чёрный конь · e5 чёрный ферзь · f5 белая пешка · g5 чёрная пешка · h5 белый конь · d4 чёрная пешка · e4 белая пешка · d3 белый слон · f3 белая ладья · a2 белая пешка · d2 белый ферзь · g2 белая пешка · c1 белая ладья · g1 белый король | a8 чёрная ладья · c8 чёрный слон · f8 чёрная ладья · a7 чёрная пешка · f7 чёрный король · b6 чёрная пешка · f6 чёрная пешка · a5 чёрный конь · e5 чёрный ферзь · f5 белая пешка · g5 чёрная пешка · h5 белый конь · d4 чёрная пешка · e4 белая пешка · d3 белый слон · f3 белая ладья · a2 белая пешка · d2 белый ферзь · g2 белая пешка · c1 белая ладья · g1 белый король | 5 |
| 4 | a8 чёрная ладья · c8 чёрный слон · f8 чёрная ладья · a7 чёрная пешка · f7 чёрный король · b6 чёрная пешка · f6 чёрная пешка · a5 чёрный конь · e5 чёрный ферзь · f5 белая пешка · g5 чёрная пешка · h5 белый конь · d4 чёрная пешка · e4 белая пешка · d3 белый слон · f3 белая ладья · a2 белая пешка · d2 белый ферзь · g2 белая пешка · c1 белая ладья · g1 белый король | a8 чёрная ладья · c8 чёрный слон · f8 чёрная ладья · a7 чёрная пешка · f7 чёрный король · b6 чёрная пешка · f6 чёрная пешка · a5 чёрный конь · e5 чёрный ферзь · f5 белая пешка · g5 чёрная пешка · h5 белый конь · d4 чёрная пешка · e4 белая пешка · d3 белый слон · f3 белая ладья · a2 белая пешка · d2 белый ферзь · g2 белая пешка · c1 белая ладья · g1 белый король | a8 чёрная ладья · c8 чёрный слон · f8 чёрная ладья · a7 чёрная пешка · f7 чёрный король · b6 чёрная пешка · f6 чёрная пешка · a5 чёрный конь · e5 чёрный ферзь · f5 белая пешка · g5 чёрная пешка · h5 белый конь · d4 чёрная пешка · e4 белая пешка · d3 белый слон · f3 белая ладья · a2 белая пешка · d2 белый ферзь · g2 белая пешка · c1 белая ладья · g1 белый король | a8 чёрная ладья · c8 чёрный слон · f8 чёрная ладья · a7 чёрная пешка · f7 чёрный король · b6 чёрная пешка · f6 чёрная пешка · a5 чёрный конь · e5 чёрный ферзь · f5 белая пешка · g5 чёрная пешка · h5 белый конь · d4 чёрная пешка · e4 белая пешка · d3 белый слон · f3 белая ладья · a2 белая пешка · d2 белый ферзь · g2 белая пешка · c1 белая ладья · g1 белый король | a8 чёрная ладья · c8 чёрный слон · f8 чёрная ладья · a7 чёрная пешка · f7 чёрный король · b6 чёрная пешка · f6 чёрная пешка · a5 чёрный конь · e5 чёрный ферзь · f5 белая пешка · g5 чёрная пешка · h5 белый конь · d4 чёрная пешка · e4 белая пешка · d3 белый слон · f3 белая ладья · a2 белая пешка · d2 белый ферзь · g2 белая пешка · c1 белая ладья · g1 белый король | a8 чёрная ладья · c8 чёрный слон · f8 чёрная ладья · a7 чёрная пешка · f7 чёрный король · b6 чёрная пешка · f6 чёрная пешка · a5 чёрный конь · e5 чёрный ферзь · f5 белая пешка · g5 чёрная пешка · h5 белый конь · d4 чёрная пешка · e4 белая пешка · d3 белый слон · f3 белая ладья · a2 белая пешка · d2 белый ферзь · g2 белая пешка · c1 белая ладья · g1 белый король | a8 чёрная ладья · c8 чёрный слон · f8 чёрная ладья · a7 чёрная пешка · f7 чёрный король · b6 чёрная пешка · f6 чёрная пешка · a5 чёрный конь · e5 чёрный ферзь · f5 белая пешка · g5 чёрная пешка · h5 белый конь · d4 чёрная пешка · e4 белая пешка · d3 белый слон · f3 белая ладья · a2 белая пешка · d2 белый ферзь · g2 белая пешка · c1 белая ладья · g1 белый король | a8 чёрная ладья · c8 чёрный слон · f8 чёрная ладья · a7 чёрная пешка · f7 чёрный король · b6 чёрная пешка · f6 чёрная пешка · a5 чёрный конь · e5 чёрный ферзь · f5 белая пешка · g5 чёрная пешка · h5 белый конь · d4 чёрная пешка · e4 белая пешка · d3 белый слон · f3 белая ладья · a2 белая пешка · d2 белый ферзь · g2 белая пешка · c1 белая ладья · g1 белый король | 4 |
| 3 | a8 чёрная ладья · c8 чёрный слон · f8 чёрная ладья · a7 чёрная пешка · f7 чёрный король · b6 чёрная пешка · f6 чёрная пешка · a5 чёрный конь · e5 чёрный ферзь · f5 белая пешка · g5 чёрная пешка · h5 белый конь · d4 чёрная пешка · e4 белая пешка · d3 белый слон · f3 белая ладья · a2 белая пешка · d2 белый ферзь · g2 белая пешка · c1 белая ладья · g1 белый король | a8 чёрная ладья · c8 чёрный слон · f8 чёрная ладья · a7 чёрная пешка · f7 чёрный король · b6 чёрная пешка · f6 чёрная пешка · a5 чёрный конь · e5 чёрный ферзь · f5 белая пешка · g5 чёрная пешка · h5 белый конь · d4 чёрная пешка · e4 белая пешка · d3 белый слон · f3 белая ладья · a2 белая пешка · d2 белый ферзь · g2 белая пешка · c1 белая ладья · g1 белый король | a8 чёрная ладья · c8 чёрный слон · f8 чёрная ладья · a7 чёрная пешка · f7 чёрный король · b6 чёрная пешка · f6 чёрная пешка · a5 чёрный конь · e5 чёрный ферзь · f5 белая пешка · g5 чёрная пешка · h5 белый конь · d4 чёрная пешка · e4 белая пешка · d3 белый слон · f3 белая ладья · a2 белая пешка · d2 белый ферзь · g2 белая пешка · c1 белая ладья · g1 белый король | a8 чёрная ладья · c8 чёрный слон · f8 чёрная ладья · a7 чёрная пешка · f7 чёрный король · b6 чёрная пешка · f6 чёрная пешка · a5 чёрный конь · e5 чёрный ферзь · f5 белая пешка · g5 чёрная пешка · h5 белый конь · d4 чёрная пешка · e4 белая пешка · d3 белый слон · f3 белая ладья · a2 белая пешка · d2 белый ферзь · g2 белая пешка · c1 белая ладья · g1 белый король | a8 чёрная ладья · c8 чёрный слон · f8 чёрная ладья · a7 чёрная пешка · f7 чёрный король · b6 чёрная пешка · f6 чёрная пешка · a5 чёрный конь · e5 чёрный ферзь · f5 белая пешка · g5 чёрная пешка · h5 белый конь · d4 чёрная пешка · e4 белая пешка · d3 белый слон · f3 белая ладья · a2 белая пешка · d2 белый ферзь · g2 белая пешка · c1 белая ладья · g1 белый король | a8 чёрная ладья · c8 чёрный слон · f8 чёрная ладья · a7 чёрная пешка · f7 чёрный король · b6 чёрная пешка · f6 чёрная пешка · a5 чёрный конь · e5 чёрный ферзь · f5 белая пешка · g5 чёрная пешка · h5 белый конь · d4 чёрная пешка · e4 белая пешка · d3 белый слон · f3 белая ладья · a2 белая пешка · d2 белый ферзь · g2 белая пешка · c1 белая ладья · g1 белый король | a8 чёрная ладья · c8 чёрный слон · f8 чёрная ладья · a7 чёрная пешка · f7 чёрный король · b6 чёрная пешка · f6 чёрная пешка · a5 чёрный конь · e5 чёрный ферзь · f5 белая пешка · g5 чёрная пешка · h5 белый конь · d4 чёрная пешка · e4 белая пешка · d3 белый слон · f3 белая ладья · a2 белая пешка · d2 белый ферзь · g2 белая пешка · c1 белая ладья · g1 белый король | a8 чёрная ладья · c8 чёрный слон · f8 чёрная ладья · a7 чёрная пешка · f7 чёрный король · b6 чёрная пешка · f6 чёрная пешка · a5 чёрный конь · e5 чёрный ферзь · f5 белая пешка · g5 чёрная пешка · h5 белый конь · d4 чёрная пешка · e4 белая пешка · d3 белый слон · f3 белая ладья · a2 белая пешка · d2 белый ферзь · g2 белая пешка · c1 белая ладья · g1 белый король | 3 |
| 2 | a8 чёрная ладья · c8 чёрный слон · f8 чёрная ладья · a7 чёрная пешка · f7 чёрный король · b6 чёрная пешка · f6 чёрная пешка · a5 чёрный конь · e5 чёрный ферзь · f5 белая пешка · g5 чёрная пешка · h5 белый конь · d4 чёрная пешка · e4 белая пешка · d3 белый слон · f3 белая ладья · a2 белая пешка · d2 белый ферзь · g2 белая пешка · c1 белая ладья · g1 белый король | a8 чёрная ладья · c8 чёрный слон · f8 чёрная ладья · a7 чёрная пешка · f7 чёрный король · b6 чёрная пешка · f6 чёрная пешка · a5 чёрный конь · e5 чёрный ферзь · f5 белая пешка · g5 чёрная пешка · h5 белый конь · d4 чёрная пешка · e4 белая пешка · d3 белый слон · f3 белая ладья · a2 белая пешка · d2 белый ферзь · g2 белая пешка · c1 белая ладья · g1 белый король | a8 чёрная ладья · c8 чёрный слон · f8 чёрная ладья · a7 чёрная пешка · f7 чёрный король · b6 чёрная пешка · f6 чёрная пешка · a5 чёрный конь · e5 чёрный ферзь · f5 белая пешка · g5 чёрная пешка · h5 белый конь · d4 чёрная пешка · e4 белая пешка · d3 белый слон · f3 белая ладья · a2 белая пешка · d2 белый ферзь · g2 белая пешка · c1 белая ладья · g1 белый король | a8 чёрная ладья · c8 чёрный слон · f8 чёрная ладья · a7 чёрная пешка · f7 чёрный король · b6 чёрная пешка · f6 чёрная пешка · a5 чёрный конь · e5 чёрный ферзь · f5 белая пешка · g5 чёрная пешка · h5 белый конь · d4 чёрная пешка · e4 белая пешка · d3 белый слон · f3 белая ладья · a2 белая пешка · d2 белый ферзь · g2 белая пешка · c1 белая ладья · g1 белый король | a8 чёрная ладья · c8 чёрный слон · f8 чёрная ладья · a7 чёрная пешка · f7 чёрный король · b6 чёрная пешка · f6 чёрная пешка · a5 чёрный конь · e5 чёрный ферзь · f5 белая пешка · g5 чёрная пешка · h5 белый конь · d4 чёрная пешка · e4 белая пешка · d3 белый слон · f3 белая ладья · a2 белая пешка · d2 белый ферзь · g2 белая пешка · c1 белая ладья · g1 белый король | a8 чёрная ладья · c8 чёрный слон · f8 чёрная ладья · a7 чёрная пешка · f7 чёрный король · b6 чёрная пешка · f6 чёрная пешка · a5 чёрный конь · e5 чёрный ферзь · f5 белая пешка · g5 чёрная пешка · h5 белый конь · d4 чёрная пешка · e4 белая пешка · d3 белый слон · f3 белая ладья · a2 белая пешка · d2 белый ферзь · g2 белая пешка · c1 белая ладья · g1 белый король | a8 чёрная ладья · c8 чёрный слон · f8 чёрная ладья · a7 чёрная пешка · f7 чёрный король · b6 чёрная пешка · f6 чёрная пешка · a5 чёрный конь · e5 чёрный ферзь · f5 белая пешка · g5 чёрная пешка · h5 белый конь · d4 чёрная пешка · e4 белая пешка · d3 белый слон · f3 белая ладья · a2 белая пешка · d2 белый ферзь · g2 белая пешка · c1 белая ладья · g1 белый король | a8 чёрная ладья · c8 чёрный слон · f8 чёрная ладья · a7 чёрная пешка · f7 чёрный король · b6 чёрная пешка · f6 чёрная пешка · a5 чёрный конь · e5 чёрный ферзь · f5 белая пешка · g5 чёрная пешка · h5 белый конь · d4 чёрная пешка · e4 белая пешка · d3 белый слон · f3 белая ладья · a2 белая пешка · d2 белый ферзь · g2 белая пешка · c1 белая ладья · g1 белый король | 2 |
| 1 | a8 чёрная ладья · c8 чёрный слон · f8 чёрная ладья · a7 чёрная пешка · f7 чёрный король · b6 чёрная пешка · f6 чёрная пешка · a5 чёрный конь · e5 чёрный ферзь · f5 белая пешка · g5 чёрная пешка · h5 белый конь · d4 чёрная пешка · e4 белая пешка · d3 белый слон · f3 белая ладья · a2 белая пешка · d2 белый ферзь · g2 белая пешка · c1 белая ладья · g1 белый король | a8 чёрная ладья · c8 чёрный слон · f8 чёрная ладья · a7 чёрная пешка · f7 чёрный король · b6 чёрная пешка · f6 чёрная пешка · a5 чёрный конь · e5 чёрный ферзь · f5 белая пешка · g5 чёрная пешка · h5 белый конь · d4 чёрная пешка · e4 белая пешка · d3 белый слон · f3 белая ладья · a2 белая пешка · d2 белый ферзь · g2 белая пешка · c1 белая ладья · g1 белый король | a8 чёрная ладья · c8 чёрный слон · f8 чёрная ладья · a7 чёрная пешка · f7 чёрный король · b6 чёрная пешка · f6 чёрная пешка · a5 чёрный конь · e5 чёрный ферзь · f5 белая пешка · g5 чёрная пешка · h5 белый конь · d4 чёрная пешка · e4 белая пешка · d3 белый слон · f3 белая ладья · a2 белая пешка · d2 белый ферзь · g2 белая пешка · c1 белая ладья · g1 белый король | a8 чёрная ладья · c8 чёрный слон · f8 чёрная ладья · a7 чёрная пешка · f7 чёрный король · b6 чёрная пешка · f6 чёрная пешка · a5 чёрный конь · e5 чёрный ферзь · f5 белая пешка · g5 чёрная пешка · h5 белый конь · d4 чёрная пешка · e4 белая пешка · d3 белый слон · f3 белая ладья · a2 белая пешка · d2 белый ферзь · g2 белая пешка · c1 белая ладья · g1 белый король | a8 чёрная ладья · c8 чёрный слон · f8 чёрная ладья · a7 чёрная пешка · f7 чёрный король · b6 чёрная пешка · f6 чёрная пешка · a5 чёрный конь · e5 чёрный ферзь · f5 белая пешка · g5 чёрная пешка · h5 белый конь · d4 чёрная пешка · e4 белая пешка · d3 белый слон · f3 белая ладья · a2 белая пешка · d2 белый ферзь · g2 белая пешка · c1 белая ладья · g1 белый король | a8 чёрная ладья · c8 чёрный слон · f8 чёрная ладья · a7 чёрная пешка · f7 чёрный король · b6 чёрная пешка · f6 чёрная пешка · a5 чёрный конь · e5 чёрный ферзь · f5 белая пешка · g5 чёрная пешка · h5 белый конь · d4 чёрная пешка · e4 белая пешка · d3 белый слон · f3 белая ладья · a2 белая пешка · d2 белый ферзь · g2 белая пешка · c1 белая ладья · g1 белый король | a8 чёрная ладья · c8 чёрный слон · f8 чёрная ладья · a7 чёрная пешка · f7 чёрный король · b6 чёрная пешка · f6 чёрная пешка · a5 чёрный конь · e5 чёрный ферзь · f5 белая пешка · g5 чёрная пешка · h5 белый конь · d4 чёрная пешка · e4 белая пешка · d3 белый слон · f3 белая ладья · a2 белая пешка · d2 белый ферзь · g2 белая пешка · c1 белая ладья · g1 белый король | a8 чёрная ладья · c8 чёрный слон · f8 чёрная ладья · a7 чёрная пешка · f7 чёрный король · b6 чёрная пешка · f6 чёрная пешка · a5 чёрный конь · e5 чёрный ферзь · f5 белая пешка · g5 чёрная пешка · h5 белый конь · d4 чёрная пешка · e4 белая пешка · d3 белый слон · f3 белая ладья · a2 белая пешка · d2 белый ферзь · g2 белая пешка · c1 белая ладья · g1 белый король | 1 |
|   | a | b | c | d | e | f | g | h |   |

24 апреля 2010 года
Первый ход в партии был сделан болгарским премьер-министром Б. Борисовым.
Веселин Топалов — Вишванатан Ананд
Защита Грюнфельда
1.d4 Кf6 2.c4 g6 3.Кс3 d5 4.cd К:d5 5.e4 К:c3 6.bc Сg7 7.Сс4 c5 8.Ке2 Кс6 9.Се3 O-O 10.O-O Ка5 11.Сd3 b6 12.Фd2 e5 13.Сһ6 cd 14.С:g7 Кр: g7 15.cd ed 16.Лас1 Фd6 17.f4 f6 18.f5 Фе5 19.Кf4 g5 20.Кһ5 Крg8 21.h4 h6 22.hg hg 23.Лf3 Крf7 (см. диаграмму) 24.К:f6 Кр: f6 25.Лһ3 Лg8 26.Лһ6+ Крf7 27.Лһ7+ Кре8 28.Лсс7 Крd8 29.Сb5 Ф:e4 30.Л:c8+ 1-0
Гроссмейстер Сергей Шипов, комментируя эту партию, заключил: «Топалов очень мощно и убедительно провёл партию и закономерно выиграл». По мнению Шипова, Ананд допустил, прежде всего, стратегическую ошибку, решив в первой партии матча играть острый дебютный вариант, который, как ему было известно, соперник ранее уже успешно применял белыми.
Итак, первая партия завершилась победой Топалова, и он повёл в матче со счётом 1:0.

### 2 партия
25 апреля 2010 года
Вишванатан Ананд — Веселин Топалов
Каталонское начало
1.d4 Кf6 2.c4 e6 3.Кf3 d5 4.g3 dc 5.Сg2 a6 6.Ке5 c5 7.Ка3 cd 8.Ка: c4 Сс5 9.O-O O-O 10.Сd2 Кd5 11.Лс1 Кd7 12.Кd3 Са7 13.Са5 Фе7 14.Фb3 Лb8 15.Фа3 Ф:a3 16.ba К7f6 17.Ксе5 Ле8 18.Лс2 b6 19.Сd2 Сb7 20.Лfc1 Лbd8 21.f4 Сb8 22.a4 a5 23.Кс6 С:c6 24.Л:c6 h5 25.Л1c4 Ке3 26.С:e3 de 27.Сf3 g6 28.Л:b6 Са7 29.Лb3 Лd4 30.Лс7 Сb8 31.Лс5 Сd6 32.Л:a5 Лс8 33.Крg2 Лс2 34.a3 Ла2 35.Кb4 С:b4 36.ab Кd5 37.b5 Ла: a4 38.Л:a4 Л:a4 39.С:d5 ed 40.b6 Ла8 41.b7 Лb8 42.Крf3 d4 43.Кре4 1-0
Во второй партии Ананд полностью реабилитировался за проигрыш в первой. Партия была проведена им от начала и до конца спокойно, взвешенно и надёжно. Первые полтора десятка ходов оба игрока сделали в полном соответствии с теорией, затем на 15 ходу Ананд предложил, а Топалов принял размен ферзей — достаточно редкий случай для подобных позиций. Равная игра продолжалась до 24 хода: белые постепенно увеличивали давление на чёрных, чёрные, в свою очередь, спокойно парировали. Но затем Топалов, устав, очевидно, от маневрирования, начал играть более активно, но недостаточно надёжно. Ананд, со своей стороны, продолжил планомерное наступление, блокируя попытки чёрных проявить активность. К 31 ходу позиция чёрных уже была заметно хуже, против белых было только время — на 32 ходе они имели 12 минут против 23 минут у чёрных, но в отсутствие острых вариантов, требующих глубокого расчёта, это было не слишком опасно, тем более для привыкшего к быстрой игре Ананда. На 34 ходе чёрные имели вариант «34. .. Кd5», который, по предварительным расчётам, мог привести к уравниванию игры, но Топалов не нашёл этого хода, а выбранное им продолжение не спасало партию. На 42 ходе позиция стала очевидно безнадёжной для чёрных, на 43 ходе Топалов сдался.
Счёт в матче сравнялся: 1:1.

### 3 партия
27 апреля 2010 года
Веселин Топалов — Вишванатан Ананд
Славянская защита
1.d4 d5 2.c4 c6 3.Кf3 Кf6 4.Кс3 dc 5.a4 Сf5 6.Ке5 e6 7.f3 c5 8.e4 Сg6 9.Се3 cd 10.Ф:d4 Ф:d4 11.С:d4 Кfd7 12.К:d7 К:d7 13.С:c4 a6 14.Лс1 Лg8 15.h4 h6 16.Кре2 Сd6 17.h5 Сһ7 18.a5 Кре7 19.Ка4 f6 20.b4 Лgc8 21.Сс5 С:c5 22.bc Лс7 23.Кb6 Лd8 24.К:d7 Лd: d7 25.Сd3 Сg8 26.c6 Лd6 27.cb Л:b7 28.Лс3 Сf7 29.Кре3 Се8 30.g4 e5 31.Лһс1 Сd7 32.Лс5 Сb5 33.С:b5 ab 34.Лb1 b4 35.Лb3 Ла6 36.Крd3 Лba7 37.Л:b4 Л:a5 38.Л:a5 Л:a5 39.Лb7+ Крf8 40.Кре2 Ла2+ 41.Кре3 Ла3+ 42.Крf2 Ла2+ 43.Кре3 Ла3+ 44.Крf2 Ла2+ 45.Кре3 Ла3+ 46.Крf2 ½-½
Партия прошла в активной, принципиальной борьбе. Топалов атаковал, Ананд точно и изобретательно защищался. Уже после 32 хода позиция приняла совершенно безжизненный вид, фактически, здесь игрокам следовало поставить точку и согласиться на ничью. Однако из-за принятых по инициативе болгарской стороны софийских правил прямое соглашение на ничью между соперниками не допускалось. Только этим можно объяснить последние ходы: чтобы не заниматься бессмысленным маневрированием, игроки просто разменяли фигуры и доиграли до вечного шаха.
Итог партии — ничья. Счёт в матче — 1,5:1,5.

### 4 партия
|   | a | b | c | d | e | f | g | h |   |
| - | --- | --- | --- | --- | --- | --- | --- | --- | - |
| 8 | d8 чёрная ладья · f8 чёрная ладья · g8 чёрный король · a7 чёрный ферзь · f7 чёрная пешка · g7 чёрная пешка · a6 чёрный конь · c6 чёрный слон · d6 белый конь · e6 чёрная пешка · h6 чёрная пешка · a5 чёрная пешка · a4 чёрная пешка · b4 чёрный конь · e4 белая пешка · g4 белый конь · g3 белая пешка · b2 белая пешка · d2 белый ферзь · f2 белая пешка · g2 белый слон · h2 белая пешка · c1 белая ладья · d1 белая ладья · g1 белый король | d8 чёрная ладья · f8 чёрная ладья · g8 чёрный король · a7 чёрный ферзь · f7 чёрная пешка · g7 чёрная пешка · a6 чёрный конь · c6 чёрный слон · d6 белый конь · e6 чёрная пешка · h6 чёрная пешка · a5 чёрная пешка · a4 чёрная пешка · b4 чёрный конь · e4 белая пешка · g4 белый конь · g3 белая пешка · b2 белая пешка · d2 белый ферзь · f2 белая пешка · g2 белый слон · h2 белая пешка · c1 белая ладья · d1 белая ладья · g1 белый король | d8 чёрная ладья · f8 чёрная ладья · g8 чёрный король · a7 чёрный ферзь · f7 чёрная пешка · g7 чёрная пешка · a6 чёрный конь · c6 чёрный слон · d6 белый конь · e6 чёрная пешка · h6 чёрная пешка · a5 чёрная пешка · a4 чёрная пешка · b4 чёрный конь · e4 белая пешка · g4 белый конь · g3 белая пешка · b2 белая пешка · d2 белый ферзь · f2 белая пешка · g2 белый слон · h2 белая пешка · c1 белая ладья · d1 белая ладья · g1 белый король | d8 чёрная ладья · f8 чёрная ладья · g8 чёрный король · a7 чёрный ферзь · f7 чёрная пешка · g7 чёрная пешка · a6 чёрный конь · c6 чёрный слон · d6 белый конь · e6 чёрная пешка · h6 чёрная пешка · a5 чёрная пешка · a4 чёрная пешка · b4 чёрный конь · e4 белая пешка · g4 белый конь · g3 белая пешка · b2 белая пешка · d2 белый ферзь · f2 белая пешка · g2 белый слон · h2 белая пешка · c1 белая ладья · d1 белая ладья · g1 белый король | d8 чёрная ладья · f8 чёрная ладья · g8 чёрный король · a7 чёрный ферзь · f7 чёрная пешка · g7 чёрная пешка · a6 чёрный конь · c6 чёрный слон · d6 белый конь · e6 чёрная пешка · h6 чёрная пешка · a5 чёрная пешка · a4 чёрная пешка · b4 чёрный конь · e4 белая пешка · g4 белый конь · g3 белая пешка · b2 белая пешка · d2 белый ферзь · f2 белая пешка · g2 белый слон · h2 белая пешка · c1 белая ладья · d1 белая ладья · g1 белый король | d8 чёрная ладья · f8 чёрная ладья · g8 чёрный король · a7 чёрный ферзь · f7 чёрная пешка · g7 чёрная пешка · a6 чёрный конь · c6 чёрный слон · d6 белый конь · e6 чёрная пешка · h6 чёрная пешка · a5 чёрная пешка · a4 чёрная пешка · b4 чёрный конь · e4 белая пешка · g4 белый конь · g3 белая пешка · b2 белая пешка · d2 белый ферзь · f2 белая пешка · g2 белый слон · h2 белая пешка · c1 белая ладья · d1 белая ладья · g1 белый король | d8 чёрная ладья · f8 чёрная ладья · g8 чёрный король · a7 чёрный ферзь · f7 чёрная пешка · g7 чёрная пешка · a6 чёрный конь · c6 чёрный слон · d6 белый конь · e6 чёрная пешка · h6 чёрная пешка · a5 чёрная пешка · a4 чёрная пешка · b4 чёрный конь · e4 белая пешка · g4 белый конь · g3 белая пешка · b2 белая пешка · d2 белый ферзь · f2 белая пешка · g2 белый слон · h2 белая пешка · c1 белая ладья · d1 белая ладья · g1 белый король | d8 чёрная ладья · f8 чёрная ладья · g8 чёрный король · a7 чёрный ферзь · f7 чёрная пешка · g7 чёрная пешка · a6 чёрный конь · c6 чёрный слон · d6 белый конь · e6 чёрная пешка · h6 чёрная пешка · a5 чёрная пешка · a4 чёрная пешка · b4 чёрный конь · e4 белая пешка · g4 белый конь · g3 белая пешка · b2 белая пешка · d2 белый ферзь · f2 белая пешка · g2 белый слон · h2 белая пешка · c1 белая ладья · d1 белая ладья · g1 белый король | 8 |
| 7 | d8 чёрная ладья · f8 чёрная ладья · g8 чёрный король · a7 чёрный ферзь · f7 чёрная пешка · g7 чёрная пешка · a6 чёрный конь · c6 чёрный слон · d6 белый конь · e6 чёрная пешка · h6 чёрная пешка · a5 чёрная пешка · a4 чёрная пешка · b4 чёрный конь · e4 белая пешка · g4 белый конь · g3 белая пешка · b2 белая пешка · d2 белый ферзь · f2 белая пешка · g2 белый слон · h2 белая пешка · c1 белая ладья · d1 белая ладья · g1 белый король | d8 чёрная ладья · f8 чёрная ладья · g8 чёрный король · a7 чёрный ферзь · f7 чёрная пешка · g7 чёрная пешка · a6 чёрный конь · c6 чёрный слон · d6 белый конь · e6 чёрная пешка · h6 чёрная пешка · a5 чёрная пешка · a4 чёрная пешка · b4 чёрный конь · e4 белая пешка · g4 белый конь · g3 белая пешка · b2 белая пешка · d2 белый ферзь · f2 белая пешка · g2 белый слон · h2 белая пешка · c1 белая ладья · d1 белая ладья · g1 белый король | d8 чёрная ладья · f8 чёрная ладья · g8 чёрный король · a7 чёрный ферзь · f7 чёрная пешка · g7 чёрная пешка · a6 чёрный конь · c6 чёрный слон · d6 белый конь · e6 чёрная пешка · h6 чёрная пешка · a5 чёрная пешка · a4 чёрная пешка · b4 чёрный конь · e4 белая пешка · g4 белый конь · g3 белая пешка · b2 белая пешка · d2 белый ферзь · f2 белая пешка · g2 белый слон · h2 белая пешка · c1 белая ладья · d1 белая ладья · g1 белый король | d8 чёрная ладья · f8 чёрная ладья · g8 чёрный король · a7 чёрный ферзь · f7 чёрная пешка · g7 чёрная пешка · a6 чёрный конь · c6 чёрный слон · d6 белый конь · e6 чёрная пешка · h6 чёрная пешка · a5 чёрная пешка · a4 чёрная пешка · b4 чёрный конь · e4 белая пешка · g4 белый конь · g3 белая пешка · b2 белая пешка · d2 белый ферзь · f2 белая пешка · g2 белый слон · h2 белая пешка · c1 белая ладья · d1 белая ладья · g1 белый король | d8 чёрная ладья · f8 чёрная ладья · g8 чёрный король · a7 чёрный ферзь · f7 чёрная пешка · g7 чёрная пешка · a6 чёрный конь · c6 чёрный слон · d6 белый конь · e6 чёрная пешка · h6 чёрная пешка · a5 чёрная пешка · a4 чёрная пешка · b4 чёрный конь · e4 белая пешка · g4 белый конь · g3 белая пешка · b2 белая пешка · d2 белый ферзь · f2 белая пешка · g2 белый слон · h2 белая пешка · c1 белая ладья · d1 белая ладья · g1 белый король | d8 чёрная ладья · f8 чёрная ладья · g8 чёрный король · a7 чёрный ферзь · f7 чёрная пешка · g7 чёрная пешка · a6 чёрный конь · c6 чёрный слон · d6 белый конь · e6 чёрная пешка · h6 чёрная пешка · a5 чёрная пешка · a4 чёрная пешка · b4 чёрный конь · e4 белая пешка · g4 белый конь · g3 белая пешка · b2 белая пешка · d2 белый ферзь · f2 белая пешка · g2 белый слон · h2 белая пешка · c1 белая ладья · d1 белая ладья · g1 белый король | d8 чёрная ладья · f8 чёрная ладья · g8 чёрный король · a7 чёрный ферзь · f7 чёрная пешка · g7 чёрная пешка · a6 чёрный конь · c6 чёрный слон · d6 белый конь · e6 чёрная пешка · h6 чёрная пешка · a5 чёрная пешка · a4 чёрная пешка · b4 чёрный конь · e4 белая пешка · g4 белый конь · g3 белая пешка · b2 белая пешка · d2 белый ферзь · f2 белая пешка · g2 белый слон · h2 белая пешка · c1 белая ладья · d1 белая ладья · g1 белый король | d8 чёрная ладья · f8 чёрная ладья · g8 чёрный король · a7 чёрный ферзь · f7 чёрная пешка · g7 чёрная пешка · a6 чёрный конь · c6 чёрный слон · d6 белый конь · e6 чёрная пешка · h6 чёрная пешка · a5 чёрная пешка · a4 чёрная пешка · b4 чёрный конь · e4 белая пешка · g4 белый конь · g3 белая пешка · b2 белая пешка · d2 белый ферзь · f2 белая пешка · g2 белый слон · h2 белая пешка · c1 белая ладья · d1 белая ладья · g1 белый король | 7 |
| 6 | d8 чёрная ладья · f8 чёрная ладья · g8 чёрный король · a7 чёрный ферзь · f7 чёрная пешка · g7 чёрная пешка · a6 чёрный конь · c6 чёрный слон · d6 белый конь · e6 чёрная пешка · h6 чёрная пешка · a5 чёрная пешка · a4 чёрная пешка · b4 чёрный конь · e4 белая пешка · g4 белый конь · g3 белая пешка · b2 белая пешка · d2 белый ферзь · f2 белая пешка · g2 белый слон · h2 белая пешка · c1 белая ладья · d1 белая ладья · g1 белый король | d8 чёрная ладья · f8 чёрная ладья · g8 чёрный король · a7 чёрный ферзь · f7 чёрная пешка · g7 чёрная пешка · a6 чёрный конь · c6 чёрный слон · d6 белый конь · e6 чёрная пешка · h6 чёрная пешка · a5 чёрная пешка · a4 чёрная пешка · b4 чёрный конь · e4 белая пешка · g4 белый конь · g3 белая пешка · b2 белая пешка · d2 белый ферзь · f2 белая пешка · g2 белый слон · h2 белая пешка · c1 белая ладья · d1 белая ладья · g1 белый король | d8 чёрная ладья · f8 чёрная ладья · g8 чёрный король · a7 чёрный ферзь · f7 чёрная пешка · g7 чёрная пешка · a6 чёрный конь · c6 чёрный слон · d6 белый конь · e6 чёрная пешка · h6 чёрная пешка · a5 чёрная пешка · a4 чёрная пешка · b4 чёрный конь · e4 белая пешка · g4 белый конь · g3 белая пешка · b2 белая пешка · d2 белый ферзь · f2 белая пешка · g2 белый слон · h2 белая пешка · c1 белая ладья · d1 белая ладья · g1 белый король | d8 чёрная ладья · f8 чёрная ладья · g8 чёрный король · a7 чёрный ферзь · f7 чёрная пешка · g7 чёрная пешка · a6 чёрный конь · c6 чёрный слон · d6 белый конь · e6 чёрная пешка · h6 чёрная пешка · a5 чёрная пешка · a4 чёрная пешка · b4 чёрный конь · e4 белая пешка · g4 белый конь · g3 белая пешка · b2 белая пешка · d2 белый ферзь · f2 белая пешка · g2 белый слон · h2 белая пешка · c1 белая ладья · d1 белая ладья · g1 белый король | d8 чёрная ладья · f8 чёрная ладья · g8 чёрный король · a7 чёрный ферзь · f7 чёрная пешка · g7 чёрная пешка · a6 чёрный конь · c6 чёрный слон · d6 белый конь · e6 чёрная пешка · h6 чёрная пешка · a5 чёрная пешка · a4 чёрная пешка · b4 чёрный конь · e4 белая пешка · g4 белый конь · g3 белая пешка · b2 белая пешка · d2 белый ферзь · f2 белая пешка · g2 белый слон · h2 белая пешка · c1 белая ладья · d1 белая ладья · g1 белый король | d8 чёрная ладья · f8 чёрная ладья · g8 чёрный король · a7 чёрный ферзь · f7 чёрная пешка · g7 чёрная пешка · a6 чёрный конь · c6 чёрный слон · d6 белый конь · e6 чёрная пешка · h6 чёрная пешка · a5 чёрная пешка · a4 чёрная пешка · b4 чёрный конь · e4 белая пешка · g4 белый конь · g3 белая пешка · b2 белая пешка · d2 белый ферзь · f2 белая пешка · g2 белый слон · h2 белая пешка · c1 белая ладья · d1 белая ладья · g1 белый король | d8 чёрная ладья · f8 чёрная ладья · g8 чёрный король · a7 чёрный ферзь · f7 чёрная пешка · g7 чёрная пешка · a6 чёрный конь · c6 чёрный слон · d6 белый конь · e6 чёрная пешка · h6 чёрная пешка · a5 чёрная пешка · a4 чёрная пешка · b4 чёрный конь · e4 белая пешка · g4 белый конь · g3 белая пешка · b2 белая пешка · d2 белый ферзь · f2 белая пешка · g2 белый слон · h2 белая пешка · c1 белая ладья · d1 белая ладья · g1 белый король | d8 чёрная ладья · f8 чёрная ладья · g8 чёрный король · a7 чёрный ферзь · f7 чёрная пешка · g7 чёрная пешка · a6 чёрный конь · c6 чёрный слон · d6 белый конь · e6 чёрная пешка · h6 чёрная пешка · a5 чёрная пешка · a4 чёрная пешка · b4 чёрный конь · e4 белая пешка · g4 белый конь · g3 белая пешка · b2 белая пешка · d2 белый ферзь · f2 белая пешка · g2 белый слон · h2 белая пешка · c1 белая ладья · d1 белая ладья · g1 белый король | 6 |
| 5 | d8 чёрная ладья · f8 чёрная ладья · g8 чёрный король · a7 чёрный ферзь · f7 чёрная пешка · g7 чёрная пешка · a6 чёрный конь · c6 чёрный слон · d6 белый конь · e6 чёрная пешка · h6 чёрная пешка · a5 чёрная пешка · a4 чёрная пешка · b4 чёрный конь · e4 белая пешка · g4 белый конь · g3 белая пешка · b2 белая пешка · d2 белый ферзь · f2 белая пешка · g2 белый слон · h2 белая пешка · c1 белая ладья · d1 белая ладья · g1 белый король | d8 чёрная ладья · f8 чёрная ладья · g8 чёрный король · a7 чёрный ферзь · f7 чёрная пешка · g7 чёрная пешка · a6 чёрный конь · c6 чёрный слон · d6 белый конь · e6 чёрная пешка · h6 чёрная пешка · a5 чёрная пешка · a4 чёрная пешка · b4 чёрный конь · e4 белая пешка · g4 белый конь · g3 белая пешка · b2 белая пешка · d2 белый ферзь · f2 белая пешка · g2 белый слон · h2 белая пешка · c1 белая ладья · d1 белая ладья · g1 белый король | d8 чёрная ладья · f8 чёрная ладья · g8 чёрный король · a7 чёрный ферзь · f7 чёрная пешка · g7 чёрная пешка · a6 чёрный конь · c6 чёрный слон · d6 белый конь · e6 чёрная пешка · h6 чёрная пешка · a5 чёрная пешка · a4 чёрная пешка · b4 чёрный конь · e4 белая пешка · g4 белый конь · g3 белая пешка · b2 белая пешка · d2 белый ферзь · f2 белая пешка · g2 белый слон · h2 белая пешка · c1 белая ладья · d1 белая ладья · g1 белый король | d8 чёрная ладья · f8 чёрная ладья · g8 чёрный король · a7 чёрный ферзь · f7 чёрная пешка · g7 чёрная пешка · a6 чёрный конь · c6 чёрный слон · d6 белый конь · e6 чёрная пешка · h6 чёрная пешка · a5 чёрная пешка · a4 чёрная пешка · b4 чёрный конь · e4 белая пешка · g4 белый конь · g3 белая пешка · b2 белая пешка · d2 белый ферзь · f2 белая пешка · g2 белый слон · h2 белая пешка · c1 белая ладья · d1 белая ладья · g1 белый король | d8 чёрная ладья · f8 чёрная ладья · g8 чёрный король · a7 чёрный ферзь · f7 чёрная пешка · g7 чёрная пешка · a6 чёрный конь · c6 чёрный слон · d6 белый конь · e6 чёрная пешка · h6 чёрная пешка · a5 чёрная пешка · a4 чёрная пешка · b4 чёрный конь · e4 белая пешка · g4 белый конь · g3 белая пешка · b2 белая пешка · d2 белый ферзь · f2 белая пешка · g2 белый слон · h2 белая пешка · c1 белая ладья · d1 белая ладья · g1 белый король | d8 чёрная ладья · f8 чёрная ладья · g8 чёрный король · a7 чёрный ферзь · f7 чёрная пешка · g7 чёрная пешка · a6 чёрный конь · c6 чёрный слон · d6 белый конь · e6 чёрная пешка · h6 чёрная пешка · a5 чёрная пешка · a4 чёрная пешка · b4 чёрный конь · e4 белая пешка · g4 белый конь · g3 белая пешка · b2 белая пешка · d2 белый ферзь · f2 белая пешка · g2 белый слон · h2 белая пешка · c1 белая ладья · d1 белая ладья · g1 белый король | d8 чёрная ладья · f8 чёрная ладья · g8 чёрный король · a7 чёрный ферзь · f7 чёрная пешка · g7 чёрная пешка · a6 чёрный конь · c6 чёрный слон · d6 белый конь · e6 чёрная пешка · h6 чёрная пешка · a5 чёрная пешка · a4 чёрная пешка · b4 чёрный конь · e4 белая пешка · g4 белый конь · g3 белая пешка · b2 белая пешка · d2 белый ферзь · f2 белая пешка · g2 белый слон · h2 белая пешка · c1 белая ладья · d1 белая ладья · g1 белый король | d8 чёрная ладья · f8 чёрная ладья · g8 чёрный король · a7 чёрный ферзь · f7 чёрная пешка · g7 чёрная пешка · a6 чёрный конь · c6 чёрный слон · d6 белый конь · e6 чёрная пешка · h6 чёрная пешка · a5 чёрная пешка · a4 чёрная пешка · b4 чёрный конь · e4 белая пешка · g4 белый конь · g3 белая пешка · b2 белая пешка · d2 белый ферзь · f2 белая пешка · g2 белый слон · h2 белая пешка · c1 белая ладья · d1 белая ладья · g1 белый король | 5 |
| 4 | d8 чёрная ладья · f8 чёрная ладья · g8 чёрный король · a7 чёрный ферзь · f7 чёрная пешка · g7 чёрная пешка · a6 чёрный конь · c6 чёрный слон · d6 белый конь · e6 чёрная пешка · h6 чёрная пешка · a5 чёрная пешка · a4 чёрная пешка · b4 чёрный конь · e4 белая пешка · g4 белый конь · g3 белая пешка · b2 белая пешка · d2 белый ферзь · f2 белая пешка · g2 белый слон · h2 белая пешка · c1 белая ладья · d1 белая ладья · g1 белый король | d8 чёрная ладья · f8 чёрная ладья · g8 чёрный король · a7 чёрный ферзь · f7 чёрная пешка · g7 чёрная пешка · a6 чёрный конь · c6 чёрный слон · d6 белый конь · e6 чёрная пешка · h6 чёрная пешка · a5 чёрная пешка · a4 чёрная пешка · b4 чёрный конь · e4 белая пешка · g4 белый конь · g3 белая пешка · b2 белая пешка · d2 белый ферзь · f2 белая пешка · g2 белый слон · h2 белая пешка · c1 белая ладья · d1 белая ладья · g1 белый король | d8 чёрная ладья · f8 чёрная ладья · g8 чёрный король · a7 чёрный ферзь · f7 чёрная пешка · g7 чёрная пешка · a6 чёрный конь · c6 чёрный слон · d6 белый конь · e6 чёрная пешка · h6 чёрная пешка · a5 чёрная пешка · a4 чёрная пешка · b4 чёрный конь · e4 белая пешка · g4 белый конь · g3 белая пешка · b2 белая пешка · d2 белый ферзь · f2 белая пешка · g2 белый слон · h2 белая пешка · c1 белая ладья · d1 белая ладья · g1 белый король | d8 чёрная ладья · f8 чёрная ладья · g8 чёрный король · a7 чёрный ферзь · f7 чёрная пешка · g7 чёрная пешка · a6 чёрный конь · c6 чёрный слон · d6 белый конь · e6 чёрная пешка · h6 чёрная пешка · a5 чёрная пешка · a4 чёрная пешка · b4 чёрный конь · e4 белая пешка · g4 белый конь · g3 белая пешка · b2 белая пешка · d2 белый ферзь · f2 белая пешка · g2 белый слон · h2 белая пешка · c1 белая ладья · d1 белая ладья · g1 белый король | d8 чёрная ладья · f8 чёрная ладья · g8 чёрный король · a7 чёрный ферзь · f7 чёрная пешка · g7 чёрная пешка · a6 чёрный конь · c6 чёрный слон · d6 белый конь · e6 чёрная пешка · h6 чёрная пешка · a5 чёрная пешка · a4 чёрная пешка · b4 чёрный конь · e4 белая пешка · g4 белый конь · g3 белая пешка · b2 белая пешка · d2 белый ферзь · f2 белая пешка · g2 белый слон · h2 белая пешка · c1 белая ладья · d1 белая ладья · g1 белый король | d8 чёрная ладья · f8 чёрная ладья · g8 чёрный король · a7 чёрный ферзь · f7 чёрная пешка · g7 чёрная пешка · a6 чёрный конь · c6 чёрный слон · d6 белый конь · e6 чёрная пешка · h6 чёрная пешка · a5 чёрная пешка · a4 чёрная пешка · b4 чёрный конь · e4 белая пешка · g4 белый конь · g3 белая пешка · b2 белая пешка · d2 белый ферзь · f2 белая пешка · g2 белый слон · h2 белая пешка · c1 белая ладья · d1 белая ладья · g1 белый король | d8 чёрная ладья · f8 чёрная ладья · g8 чёрный король · a7 чёрный ферзь · f7 чёрная пешка · g7 чёрная пешка · a6 чёрный конь · c6 чёрный слон · d6 белый конь · e6 чёрная пешка · h6 чёрная пешка · a5 чёрная пешка · a4 чёрная пешка · b4 чёрный конь · e4 белая пешка · g4 белый конь · g3 белая пешка · b2 белая пешка · d2 белый ферзь · f2 белая пешка · g2 белый слон · h2 белая пешка · c1 белая ладья · d1 белая ладья · g1 белый король | d8 чёрная ладья · f8 чёрная ладья · g8 чёрный король · a7 чёрный ферзь · f7 чёрная пешка · g7 чёрная пешка · a6 чёрный конь · c6 чёрный слон · d6 белый конь · e6 чёрная пешка · h6 чёрная пешка · a5 чёрная пешка · a4 чёрная пешка · b4 чёрный конь · e4 белая пешка · g4 белый конь · g3 белая пешка · b2 белая пешка · d2 белый ферзь · f2 белая пешка · g2 белый слон · h2 белая пешка · c1 белая ладья · d1 белая ладья · g1 белый король | 4 |
| 3 | d8 чёрная ладья · f8 чёрная ладья · g8 чёрный король · a7 чёрный ферзь · f7 чёрная пешка · g7 чёрная пешка · a6 чёрный конь · c6 чёрный слон · d6 белый конь · e6 чёрная пешка · h6 чёрная пешка · a5 чёрная пешка · a4 чёрная пешка · b4 чёрный конь · e4 белая пешка · g4 белый конь · g3 белая пешка · b2 белая пешка · d2 белый ферзь · f2 белая пешка · g2 белый слон · h2 белая пешка · c1 белая ладья · d1 белая ладья · g1 белый король | d8 чёрная ладья · f8 чёрная ладья · g8 чёрный король · a7 чёрный ферзь · f7 чёрная пешка · g7 чёрная пешка · a6 чёрный конь · c6 чёрный слон · d6 белый конь · e6 чёрная пешка · h6 чёрная пешка · a5 чёрная пешка · a4 чёрная пешка · b4 чёрный конь · e4 белая пешка · g4 белый конь · g3 белая пешка · b2 белая пешка · d2 белый ферзь · f2 белая пешка · g2 белый слон · h2 белая пешка · c1 белая ладья · d1 белая ладья · g1 белый король | d8 чёрная ладья · f8 чёрная ладья · g8 чёрный король · a7 чёрный ферзь · f7 чёрная пешка · g7 чёрная пешка · a6 чёрный конь · c6 чёрный слон · d6 белый конь · e6 чёрная пешка · h6 чёрная пешка · a5 чёрная пешка · a4 чёрная пешка · b4 чёрный конь · e4 белая пешка · g4 белый конь · g3 белая пешка · b2 белая пешка · d2 белый ферзь · f2 белая пешка · g2 белый слон · h2 белая пешка · c1 белая ладья · d1 белая ладья · g1 белый король | d8 чёрная ладья · f8 чёрная ладья · g8 чёрный король · a7 чёрный ферзь · f7 чёрная пешка · g7 чёрная пешка · a6 чёрный конь · c6 чёрный слон · d6 белый конь · e6 чёрная пешка · h6 чёрная пешка · a5 чёрная пешка · a4 чёрная пешка · b4 чёрный конь · e4 белая пешка · g4 белый конь · g3 белая пешка · b2 белая пешка · d2 белый ферзь · f2 белая пешка · g2 белый слон · h2 белая пешка · c1 белая ладья · d1 белая ладья · g1 белый король | d8 чёрная ладья · f8 чёрная ладья · g8 чёрный король · a7 чёрный ферзь · f7 чёрная пешка · g7 чёрная пешка · a6 чёрный конь · c6 чёрный слон · d6 белый конь · e6 чёрная пешка · h6 чёрная пешка · a5 чёрная пешка · a4 чёрная пешка · b4 чёрный конь · e4 белая пешка · g4 белый конь · g3 белая пешка · b2 белая пешка · d2 белый ферзь · f2 белая пешка · g2 белый слон · h2 белая пешка · c1 белая ладья · d1 белая ладья · g1 белый король | d8 чёрная ладья · f8 чёрная ладья · g8 чёрный король · a7 чёрный ферзь · f7 чёрная пешка · g7 чёрная пешка · a6 чёрный конь · c6 чёрный слон · d6 белый конь · e6 чёрная пешка · h6 чёрная пешка · a5 чёрная пешка · a4 чёрная пешка · b4 чёрный конь · e4 белая пешка · g4 белый конь · g3 белая пешка · b2 белая пешка · d2 белый ферзь · f2 белая пешка · g2 белый слон · h2 белая пешка · c1 белая ладья · d1 белая ладья · g1 белый король | d8 чёрная ладья · f8 чёрная ладья · g8 чёрный король · a7 чёрный ферзь · f7 чёрная пешка · g7 чёрная пешка · a6 чёрный конь · c6 чёрный слон · d6 белый конь · e6 чёрная пешка · h6 чёрная пешка · a5 чёрная пешка · a4 чёрная пешка · b4 чёрный конь · e4 белая пешка · g4 белый конь · g3 белая пешка · b2 белая пешка · d2 белый ферзь · f2 белая пешка · g2 белый слон · h2 белая пешка · c1 белая ладья · d1 белая ладья · g1 белый король | d8 чёрная ладья · f8 чёрная ладья · g8 чёрный король · a7 чёрный ферзь · f7 чёрная пешка · g7 чёрная пешка · a6 чёрный конь · c6 чёрный слон · d6 белый конь · e6 чёрная пешка · h6 чёрная пешка · a5 чёрная пешка · a4 чёрная пешка · b4 чёрный конь · e4 белая пешка · g4 белый конь · g3 белая пешка · b2 белая пешка · d2 белый ферзь · f2 белая пешка · g2 белый слон · h2 белая пешка · c1 белая ладья · d1 белая ладья · g1 белый король | 3 |
| 2 | d8 чёрная ладья · f8 чёрная ладья · g8 чёрный король · a7 чёрный ферзь · f7 чёрная пешка · g7 чёрная пешка · a6 чёрный конь · c6 чёрный слон · d6 белый конь · e6 чёрная пешка · h6 чёрная пешка · a5 чёрная пешка · a4 чёрная пешка · b4 чёрный конь · e4 белая пешка · g4 белый конь · g3 белая пешка · b2 белая пешка · d2 белый ферзь · f2 белая пешка · g2 белый слон · h2 белая пешка · c1 белая ладья · d1 белая ладья · g1 белый король | d8 чёрная ладья · f8 чёрная ладья · g8 чёрный король · a7 чёрный ферзь · f7 чёрная пешка · g7 чёрная пешка · a6 чёрный конь · c6 чёрный слон · d6 белый конь · e6 чёрная пешка · h6 чёрная пешка · a5 чёрная пешка · a4 чёрная пешка · b4 чёрный конь · e4 белая пешка · g4 белый конь · g3 белая пешка · b2 белая пешка · d2 белый ферзь · f2 белая пешка · g2 белый слон · h2 белая пешка · c1 белая ладья · d1 белая ладья · g1 белый король | d8 чёрная ладья · f8 чёрная ладья · g8 чёрный король · a7 чёрный ферзь · f7 чёрная пешка · g7 чёрная пешка · a6 чёрный конь · c6 чёрный слон · d6 белый конь · e6 чёрная пешка · h6 чёрная пешка · a5 чёрная пешка · a4 чёрная пешка · b4 чёрный конь · e4 белая пешка · g4 белый конь · g3 белая пешка · b2 белая пешка · d2 белый ферзь · f2 белая пешка · g2 белый слон · h2 белая пешка · c1 белая ладья · d1 белая ладья · g1 белый король | d8 чёрная ладья · f8 чёрная ладья · g8 чёрный король · a7 чёрный ферзь · f7 чёрная пешка · g7 чёрная пешка · a6 чёрный конь · c6 чёрный слон · d6 белый конь · e6 чёрная пешка · h6 чёрная пешка · a5 чёрная пешка · a4 чёрная пешка · b4 чёрный конь · e4 белая пешка · g4 белый конь · g3 белая пешка · b2 белая пешка · d2 белый ферзь · f2 белая пешка · g2 белый слон · h2 белая пешка · c1 белая ладья · d1 белая ладья · g1 белый король | d8 чёрная ладья · f8 чёрная ладья · g8 чёрный король · a7 чёрный ферзь · f7 чёрная пешка · g7 чёрная пешка · a6 чёрный конь · c6 чёрный слон · d6 белый конь · e6 чёрная пешка · h6 чёрная пешка · a5 чёрная пешка · a4 чёрная пешка · b4 чёрный конь · e4 белая пешка · g4 белый конь · g3 белая пешка · b2 белая пешка · d2 белый ферзь · f2 белая пешка · g2 белый слон · h2 белая пешка · c1 белая ладья · d1 белая ладья · g1 белый король | d8 чёрная ладья · f8 чёрная ладья · g8 чёрный король · a7 чёрный ферзь · f7 чёрная пешка · g7 чёрная пешка · a6 чёрный конь · c6 чёрный слон · d6 белый конь · e6 чёрная пешка · h6 чёрная пешка · a5 чёрная пешка · a4 чёрная пешка · b4 чёрный конь · e4 белая пешка · g4 белый конь · g3 белая пешка · b2 белая пешка · d2 белый ферзь · f2 белая пешка · g2 белый слон · h2 белая пешка · c1 белая ладья · d1 белая ладья · g1 белый король | d8 чёрная ладья · f8 чёрная ладья · g8 чёрный король · a7 чёрный ферзь · f7 чёрная пешка · g7 чёрная пешка · a6 чёрный конь · c6 чёрный слон · d6 белый конь · e6 чёрная пешка · h6 чёрная пешка · a5 чёрная пешка · a4 чёрная пешка · b4 чёрный конь · e4 белая пешка · g4 белый конь · g3 белая пешка · b2 белая пешка · d2 белый ферзь · f2 белая пешка · g2 белый слон · h2 белая пешка · c1 белая ладья · d1 белая ладья · g1 белый король | d8 чёрная ладья · f8 чёрная ладья · g8 чёрный король · a7 чёрный ферзь · f7 чёрная пешка · g7 чёрная пешка · a6 чёрный конь · c6 чёрный слон · d6 белый конь · e6 чёрная пешка · h6 чёрная пешка · a5 чёрная пешка · a4 чёрная пешка · b4 чёрный конь · e4 белая пешка · g4 белый конь · g3 белая пешка · b2 белая пешка · d2 белый ферзь · f2 белая пешка · g2 белый слон · h2 белая пешка · c1 белая ладья · d1 белая ладья · g1 белый король | 2 |
| 1 | d8 чёрная ладья · f8 чёрная ладья · g8 чёрный король · a7 чёрный ферзь · f7 чёрная пешка · g7 чёрная пешка · a6 чёрный конь · c6 чёрный слон · d6 белый конь · e6 чёрная пешка · h6 чёрная пешка · a5 чёрная пешка · a4 чёрная пешка · b4 чёрный конь · e4 белая пешка · g4 белый конь · g3 белая пешка · b2 белая пешка · d2 белый ферзь · f2 белая пешка · g2 белый слон · h2 белая пешка · c1 белая ладья · d1 белая ладья · g1 белый король | d8 чёрная ладья · f8 чёрная ладья · g8 чёрный король · a7 чёрный ферзь · f7 чёрная пешка · g7 чёрная пешка · a6 чёрный конь · c6 чёрный слон · d6 белый конь · e6 чёрная пешка · h6 чёрная пешка · a5 чёрная пешка · a4 чёрная пешка · b4 чёрный конь · e4 белая пешка · g4 белый конь · g3 белая пешка · b2 белая пешка · d2 белый ферзь · f2 белая пешка · g2 белый слон · h2 белая пешка · c1 белая ладья · d1 белая ладья · g1 белый король | d8 чёрная ладья · f8 чёрная ладья · g8 чёрный король · a7 чёрный ферзь · f7 чёрная пешка · g7 чёрная пешка · a6 чёрный конь · c6 чёрный слон · d6 белый конь · e6 чёрная пешка · h6 чёрная пешка · a5 чёрная пешка · a4 чёрная пешка · b4 чёрный конь · e4 белая пешка · g4 белый конь · g3 белая пешка · b2 белая пешка · d2 белый ферзь · f2 белая пешка · g2 белый слон · h2 белая пешка · c1 белая ладья · d1 белая ладья · g1 белый король | d8 чёрная ладья · f8 чёрная ладья · g8 чёрный король · a7 чёрный ферзь · f7 чёрная пешка · g7 чёрная пешка · a6 чёрный конь · c6 чёрный слон · d6 белый конь · e6 чёрная пешка · h6 чёрная пешка · a5 чёрная пешка · a4 чёрная пешка · b4 чёрный конь · e4 белая пешка · g4 белый конь · g3 белая пешка · b2 белая пешка · d2 белый ферзь · f2 белая пешка · g2 белый слон · h2 белая пешка · c1 белая ладья · d1 белая ладья · g1 белый король | d8 чёрная ладья · f8 чёрная ладья · g8 чёрный король · a7 чёрный ферзь · f7 чёрная пешка · g7 чёрная пешка · a6 чёрный конь · c6 чёрный слон · d6 белый конь · e6 чёрная пешка · h6 чёрная пешка · a5 чёрная пешка · a4 чёрная пешка · b4 чёрный конь · e4 белая пешка · g4 белый конь · g3 белая пешка · b2 белая пешка · d2 белый ферзь · f2 белая пешка · g2 белый слон · h2 белая пешка · c1 белая ладья · d1 белая ладья · g1 белый король | d8 чёрная ладья · f8 чёрная ладья · g8 чёрный король · a7 чёрный ферзь · f7 чёрная пешка · g7 чёрная пешка · a6 чёрный конь · c6 чёрный слон · d6 белый конь · e6 чёрная пешка · h6 чёрная пешка · a5 чёрная пешка · a4 чёрная пешка · b4 чёрный конь · e4 белая пешка · g4 белый конь · g3 белая пешка · b2 белая пешка · d2 белый ферзь · f2 белая пешка · g2 белый слон · h2 белая пешка · c1 белая ладья · d1 белая ладья · g1 белый король | d8 чёрная ладья · f8 чёрная ладья · g8 чёрный король · a7 чёрный ферзь · f7 чёрная пешка · g7 чёрная пешка · a6 чёрный конь · c6 чёрный слон · d6 белый конь · e6 чёрная пешка · h6 чёрная пешка · a5 чёрная пешка · a4 чёрная пешка · b4 чёрный конь · e4 белая пешка · g4 белый конь · g3 белая пешка · b2 белая пешка · d2 белый ферзь · f2 белая пешка · g2 белый слон · h2 белая пешка · c1 белая ладья · d1 белая ладья · g1 белый король | d8 чёрная ладья · f8 чёрная ладья · g8 чёрный король · a7 чёрный ферзь · f7 чёрная пешка · g7 чёрная пешка · a6 чёрный конь · c6 чёрный слон · d6 белый конь · e6 чёрная пешка · h6 чёрная пешка · a5 чёрная пешка · a4 чёрная пешка · b4 чёрный конь · e4 белая пешка · g4 белый конь · g3 белая пешка · b2 белая пешка · d2 белый ферзь · f2 белая пешка · g2 белый слон · h2 белая пешка · c1 белая ладья · d1 белая ладья · g1 белый король | 1 |
|   | a | b | c | d | e | f | g | h |   |

28 апреля 2010
Вишванатан Ананд — Веселин Топалов
Каталонское начало года
1. d4 Кf6 2. c4 e6 3. Кf3 d5 4. g3 dc 5. Сg2 Сb4+ 6. Сd2 a5 7. Фс2 С:d2+ 8. Ф:d2 c6 9. a4 b5 10. Ка3 Сd7 11. Ке5 Кd5 12. e4 Кb4 13. O-O O-O 14. Лfd1 Се8 15. d5 Фd6 16. Кg4 Фс5 17. Ке3 К8a6 18. dc ba 19. Ка: c4 С:c6 20. Лас1 h6 21. Кd6 Фа7 22. Кg4 Лаd8 (см. диаграмму) 23. К:h6+ gh 24. Ф:h6 f6 25. e5 С:g2 26. ef Л:d6 27. Л:d6 Се4 28. Л:e6 Кd3 29. Лс2 Фһ7 30. f7+ Ф:f7 31. Л:e4 Фf5 32. Ле7 1-0
Снова был сыгран дебют, который во второй партии уже принёс Ананду победу. Ананд провёл партию очень сильно, от начала и до конца доминируя, при том, что Топалов, на первый взгляд, не допустил никаких фатальных ошибок. Пожертвовав в начале пешку за инициативу, чемпион активной игрой добился доминирования в центре, после чего подготовил и провёл неотразимую матовую атаку, которой Топалов ничего не смог противопоставить.
Счёт в матче — 2,5:1,5.

### 5 партия
30 апреля 2010 года
Веселин Топалов — Вишванатан Ананд
Славянская защита
1.d4 d5 2.c4 c6 3.Кf3 Кf6 4.Кс3 dc 5.a4 Сf5 6.Ке5 e6 7.f3 c5 8.e4 Сg6 9.Се3 cd 10.Ф:d4 Ф:d4 11.С:d4 Кfd7 12.К:d7 К:d7 13.С:c4 a6 14.Лс1 Лg8 15.h4 h5 16.Ке2 Сd6 17.Се3 Ке5 18.Кf4 Лс8 19.Сb3 Л:c1+ 20.С:c1 Кре7 21.Кре2 Лс8 22.Сd2 f6 23.К:g6+ К:g6 24.g3 Ке5 25.f4 Кс6 26.Сс3 Сb4 27.С:b4+ К:b4 28.Лd1 Кс6 29.Лd2 g5 30.Крf2 g4 31.Лс2 Лd8 32.Кре3 Лd6 33.Лс5 Кb4 34. Лс7+ Крd8 35.Лс3 Кре7 36.e5 Лd7 37.ef+ Кр: f6 38.Кре2 Кс6 39.Кре1 Кd4 40.Сd1 a5 41.Лс5 Кf5 42.Лс3 Кd4 43.Лс5 Кf5 44.Лс3 ½-½
Дебют развивался аналогично третьей партии до 15 хода, когда Ананд вместо ранее сыгранного h6 сходил h5. Получившаяся в результате позиция была для чёрных не слишком привлекательна, белые имели явное преимущество, однако благодаря неточному 22-му ходу белых чёрные смогли выровнять положение. Затем из-за неточной игры на королевском фланге чёрные вновь оказались в худшем положении, но белые, неудачно атакуя, к 40-м ходам растеряли преимущество, и позиция стала лучше для чёрных, но не настолько, чтобы Ананд мог играть на победу. На 44 ходе была зафиксирована ничья. Послематчевый компьютерный анализ показал, что в случае хода белых «22. Лd2!», который Топалов не нашёл за доской, Ананд имел бы более серьёзные проблемы, но у него оставалась возможность получить ничью.
Счёт в матче — 3:2. Минимальное преимущество Ананда сохраняется.

### 6 партия
1 мая 2010 года
Вишванатан Ананд — Веселин Топалов
Каталонское начало
1.d4 Кf6 2.c4 e6 3.Кf3 d5 4.g3 dc 5.Сg2 a6 6.Ке5 c5 7.Ка3 cd 8.Ка: c4 Сс5 9.O-O O-O 10.Сg5 h6 11.С:f6 Ф:f6 12.Кd3 Са7 13.Фа4 Кс6 14.Лас1 e5 15.С:c6 b5 16.Фс2 Ф:c6 17.Кс: e5 Фе4 18.Фс6 Сb7 19.Ф:e4 С:e4 20.Лс2 Лfe8 21.Лfc1 f6 22.Кd7 Сf5 23.К7c5 Сb6 24.Кb7 Сd7 25.Кf4 Лаb8 26.Кd6 Ле5 27.Кс8 Са5 28.Кd3 Ле8 29.Ка7 Сb6 30.Кс6 Лb7 31.Ксb4 a5 32.Кd5 a4 33.К:b6 Л:b6 34.Кс5 Сf5 35.Лd2 Лс6 36.b4 ab 37.ab b4 38.Л:d4 Л:e2 39.Л:b4 Сһ3 40.Лbc4 Лd6 41.Ле4 Лb2 42.Лее1 Лdd2 43.Ке4 Лd4 44.Кс5 Лdd2 45.Ке4 Лd3 46.Лb1 Лd: b3 47.Кd2 Лb4 48.f3 g5 49.Л:b2 Л:b2 50.Лd1 Крf7 51.Крf2 h5 52.Кре3 Лс2 53.Ла1 Крg6 54.Ла6 Сf5 55.Лd6 Лс3+ 56.Крf2 Лс2 57.Кре3 Лс3+ 58.Крf2 Лс2 ½-½
И снова, в третий раз в данном матче, Ананд белыми играл каталонское начало. Ананд попытался атаковать, разменяв двух своих слонов на двух коней, имел по игре преимущество, но не смог довести его до победы. Заключительные ходы, как и в третьей партии, были сделаны исключительно как дань софийским правилам, ничья была очевидна уже к 50-му ходу.
Счёт в матче — 3,5:2,5

### 7 партия
3 мая 2010 года
Вишванатан Ананд — Веселин Топалов
Каталонское начало
1.d4 Кf6 2.c4 e6 3.Кf3 d5 4.g3 Сb4+ 5.Сd2 Се7 6.Сg2 O-O 7.O-O c6 8.Сf4 dc 9.Ке5 b5 10.К:c6 К:c6 11.С:c6 Сd7 12.С:a8 Ф:a8 13.f3 Кd5 14.Сd2 e5 15.e4 Сһ3 16.ed С:f1 17.Ф:f1 ed 18.a4 Ф:d5 19.ab Ф:b5 20.Л:a7 Ле8 21.Крһ1 Сf8 22.Лс7 d3 23.Сс3 Сd6 24.Ла7 h6 25.Кd2 Сb4 26.Ла1 С:c3 27.bc Ле2 28.Лd1 Фа4 29.Ке4 Фс2 30.Лс1 Л:h2+ 31.Крg1 Лg2+ 32.Ф:g2 Ф:c1+ 33.Фf1 Фе3+ 34.Фf2 Фс1+ 35.Фf1 Фе3+ 36.Крg2 f5 37.Кf2 Крһ7 38.Фb1 Фе6 39.Фb5 g5 40.g4 fg 41.fg Крg6 42.Фb7 d2 43.Фb1+ Крg7 44.Крf1 Фе7 45.Крg2 Фе6 46.Фd1 Фе3 47.Фf3 Фе6 48.Фb7+ Крg6 49.Фb1+ Крg7 50.Фd1 Фе3 51.Фс2 Фе2 52.Фа4 Крg8 53.Фd7 Крf8 54.Фd5 Крg7 55.Крg3 Фе3+ 56.Фf3 Фе5+ 57.Крg2 Фе6 58.Фd1 ½-½
Ананд снова разыграл каталонское начало, но Топалов, вопреки обыкновению (и предыдущим трём партиям, игранным этим дебютом в данном матче) на четвёртом ходу не стал брать жертву. В дальнейшей игре Топалов продемонстрировал явно домашнюю заготовку, весьма хорошо продуманную и опасную, но Ананд сумел найти способы противодействия, уравнял игру, а затем даже получил преимущество. Возможно, в какой-то момент в окончании позиция Топалова даже была проигрышной, но найти выигрыш Ананд не смог. Результат партии — ничья.
Счёт в матче — 4:3.

### 8 партия
4 мая 2010 года
Веселин Топалов — Вишванатан Ананд
Славянская защита
1.d4 d5 2.c4 c6 3.Кf3 Кf6 4.Кс3 dc 5.a4 Сf5 6.Ке5 e6 7.f3 c5 8.e4 Сg6 9.Се3 cd 10.Ф:d4 Ф:d4 11.С:d4 Кfd7 12.К:d7 К:d7 13.С:c4 Лс8 14.Сb5 a6 15.С:d7+ Кр: d7 16.Кре2 f6 17.Лһd1 Кре8 18.a5 Се7 19.Сb6 Лf8 20.Лас1 f5 21.e5 Сg5 22.Се3 f4 23.Ке4 Л:c1 24.Кd6+ Крd7 25.С:c1 Крс6 26.Сd2 Се7 27.Лс1+ Крd7 28.Сс3 С:d6 29.Лd1 Сf5 30.h4 g6 31.Л:d6+ Крс8 32.Сd2 Лd8 33.С:f4 Л:d6 34.ed Крd7 35.Кре3 Сс2 36.Крd4 Кре8 37.Кре5 Крf7 38.Се3 Са4 39.Крf4 Сb5 40.Сс5 Крf6 41.Сd4+ Крf7 42.Крg5 Сс6 43.Крһ6 Крg8 44.h5 Се8 45.Крg5 Крf7 46.Крһ6 Крg8 47.Сс5 gh 48.Крg5 Крg7 49.Сd4+ Крf7 50.Се5 h4 51.Кр: h4 Крg6 52.Крg4 Сb5 53.Крf4 Крf7 54.Крg5 Сс6 55.Крһ6 Крg8 56.g4 1-0
Снова разыграна славянская защита в том же исходном варианте, что и ранее. Комментаторы говорили о «противоборстве домашних заготовок»: по их мнению, штаб Топалова считает это начало выигрышным, а штаб Ананда уверен в возможности уравнивания шансов, поэтому никто не уклоняется слишком рано от просчитанного пути. Но на 22 ходе Ананд сделал откровенно плохой ход f4, позволивший противнику эффективно атаковать. Искусно защищаясь, Ананд сумел полностью нивелировать последствия своей ошибки и добиться ничейной позиции, однако в ней, уже на 54 ходе, когда оставалось лишь укрепить позиции своего короля, он просмотрел единственно возможную атаку противника и допустил грубейшую ошибку, которая привела к поражению. На 56 ходе чёрные сдались.
Счёт в матче сравнялся — 4:4.

### 9 партия
6 мая 2010 года
Вишванатан Ананд — Веселин Топалов
Защита Нимцовича
1.d4 Кf6 2.c4 e6 3.Кс3 Сb4 4.e3 O-O 5.Сd3 c5 6.Кf3 d5 7.O-O cd 8.ed dc 9.С:c4 b6 10.Сg5 Сb7 11.Ле1 Кbd7 12.Лс1 Лс8 13.Сd3 Ле8 14.Фе2 С:c3 15.bc Фс7 16.Сһ4 Кһ5 17.Кg5 g6 18.Кһ3 e5 19.f3 Фd6 20.Сf2 ed 21.Ф:e8+ Л:e8 22.Л:e8+ Кf8 23.cd Кf6 24.Лее1 Ке6 25.Сс4 Сd5 26.Сg3 Фb4 27.Се5 Кd7 28.a3 Фа4 29.С:d5 К:e5 30.С:e6 Ф:d4+ 31.Крһ1 fe 32.Кg5 Фd6 33.Ке4 Ф:a3 34.Лс3 Фb2 35.h4 b5 36.Лс8+ Крg7 37.Лс7+ Крf8 38.Кg5 Кре8 39.Л:h7 Фс3 40.Лһ8+ Крd7 41.Лһ7+ Крс6 42.Ле4 b4 43.К:e6 Крb6 44.Кf4 Фа1+ 45.Крһ2 a5 46.h5 gh 47.Л:h5 Кс6 48.Кd5+ Крb7 49.Лһ7+ Кра6 50.Ле6 Крb5 51.Лһ5 Кd4 52.Кb6+ Кра6 53.Лd6 Крb7 54.Кс4 К:f3+ 55.gf Фа2+ 56.Кd2 Крс7 57.Лһd5 b3 58.Лd7+ Крс8 59.Лd8+ Крс7 60.Л8d7+ Крс8 61.Лg7 a4 62.Лс5+ Крb8 63.Лd5 Крс8 64.Крg3 Фа1 65.Лg4 b2 66.Лс4+ Крb7 67.Крf2 b1=Ф 68.К:b1 Ф:b1 69.Лdd4 Фа2+ 70.Крg3 a3 71.Лс3 Фа1 72.Лb4+ Кра6 73.Ла4+ Крb5 74.Лс: a3 Фg1+ 75.Крf4 Фс1+ 76.Крf5 Фс5+ 77.Кре4 Фс2+ 78.Кре3 Фс1+ 79.Крf2 Фd2+ 80.Крg3 Фе1+ 81.Крf4 Фс1+ 82.Крg3 Фg1+ 83.Крf4 ½-½
Девятую партию Ананду, следуя логике матчевой борьбы, было просто необходимо выиграть. Ведь даже в случае ничьей получалось, что судьба матча будет решаться в оставшихся трёх партиях, две из которых Топалов будет играть белыми. Для Топалова, по той же логике, ничья в девятой партии была едва ли не равносильна выигрышу. Так что сами условия настраивали на бескомпромиссную борьбу. Так и получилось. Достаточно заметить, что партия продолжалась 83 хода, то есть почти в 1,5 раза длиннее, чем самая продолжительная из ранее сыгранных партий этого матча.
Ананд сменил дебют, разыгрывалась защита Нимцовича. Белые получили серьёзное преимущество и по ходу партии неоднократно имели гарантированный выигрыш. Однако каждый раз из-за неточных ходов Ананда и благодаря виртуозной техники защиты Топалова чёрным удавалось спастись. Партия закончилась вничью.
Счёт в матче остался равным — 4,5:4,5.

### 10 партия
7 мая 2010 года
Веселин Топалов — Вишванатан Ананд
Защита Грюнфельда
1.d4 Кf6 2.c4 g6 3.Кс3 d5 4.cd К:d5 5.e4 К:c3 6.bc Сg7 7.Сс4 c5 8.Ке2 Кс6 9.Се3 O-O 10.O-O b6 11.Фd2 Сb7 12.Лас1 Лс8 13.Лfd1 cd 14.cd Фd6 15.d5 Ка5 16.Сb5 Л:c1 17.Л:c1 Лс8 18.h3 Л:c1+ 19.Ф:c1 e6 20.Кf4 ed 21.К:d5 f5 22.f3 fe 23.fe Фе5 24.Сd3 Кс6 25.Са6 Кd4 26.Фс4 С:d5 27.Ф:d5+ Ф:d5 28.ed Се5 29.Крf2 Крf7 30.Сg5 Кf5 31.g4 Кd6 32.Крf3 Ке8 33.Сс1 Кс7 34.Сd3 Сd6 35.Кре4 b5 36.Крd4 a6 37.Се2 Кре7 38.Сg5+ Крd7 39.Сd2 Сg3 40.g5 Сf2+ 41.Кре5 Сg3+ 42.Кре4 Ке8 43.Сg4+ Кре7 44.Се6 Кd6+ 45.Крf3 Кс4 46.Сс1 Сd6 47.Кре4 a5 48.Сg4 Са3 49.С:a3+ К:a3 50.Кре5 Кс4+ 51.Крd4 Крd6 52.Се2 Ка3 53.h4 Кс2+ 54.Крс3 Кb4 55.С:b5 К:a2+ 56.Крb3 Кb4 57.Се2 К:d5 58.h5 Кf4 59.hg hg 60.Сс4 ½-½
Прогнозы на эту партию были осторожными, но всё же преимущество отдавалось Топалову. После того, как в предыдущих двух партиях Ананд сначала проиграл в ничейной позиции, а затем сыграл вничью, имея бесспорный выигрыш, комментаторы заговорили об усталости чемпиона, о том, что ему явно не хватает сил, чтобы играть на полную мощность. Топалов же выглядел явно свежее и активнее.
Была разыграна защита Грюнфельда, как в первой партии матча. Ананд оборонялся вполне эффективно, но на 39 ходе допустил просчёт, который вполне мог привести к проигрышу. Однако Топалов, в свою очередь, ошибся на 44 ходе, упустив преимущество и попав под встречную атаку Ананда, в результате вынужден был защищаться сам, что, впрочем, проделал вполне успешно. Партия закончилась вничью.
Счёт в матче — 5:5.

### 11 партия
9 мая 2010 года
Вишванатан Ананд — Веселин Топалов
Английское начало
1.c4 e5 2.Кс3 Кf6 3.Кf3 Кс6 4.g3 d5 5.cd К:d5 6.Сg2 Кb6 7.O-O Се7 8.a3 O-O 9.b4 Се6 10.d3 f6 11.Ке4 Фе8 12.Кс5 С:c5 13.bc Кd5 14.Сb2 Лd8 15.Фс2 Кde7 16.Лаb1 Са2 17.Лbc1 Фf7 18.Сс3 Лd7 19.Фb2 Лb8 20.Лfd1 Се6 21.Лd2 h6 22.Фb1 Кd5 23.Лb2 b6 24.cb cb 25.Сd2 Лd6 26.Лbc2 Фd7 27.h4 Лd8 28.Фb5 Кde7 29.Фb2 Сd5 30.Сb4 К:b4 31.ab Лс6 32.b5 Л:c2 33.Л:c2 Се6 34.d4 e4 35.Кd2 Ф:d4 36.К:e4 Ф:b2 37.Л:b2 Крf7 38.e3 g5 39.hg hg 40.f4 gf 41.ef Лd4 42.Крf2 Кf5 43.Сf3 Сd5 44.Кd2 С:f3 45.К:f3 Ла4 46.g4 Кd6 47.Крg3 Ке4+ 48.Крһ4 Кd6 49.Лd2 К:b5 50.f5 Ле4 51.Крһ5 Ле3 52.Кһ4 Кс3 53.Лd7+ Ле7 54.Лd3 Ке4 55.Кg6 Кс5 56.Ла3 Лd7 57.Ле3 Крg7 58.g5 b5 59.Кf4 b4 60.g6 b3 61.Лс3 Лd4 62.Л:c5 Л:f4 63.Лс7+ Крg8 64.Лb7 Лf3 65.Лb8+ Крg7 ½-½
Одиннадцатая партия, прежде всего, порадовала зрителей увеличением дебютного разнообразия. Впервые в этом матче было разыграно английское начало. Вся партия прошла приблизительно в одном ключе: Ананд активно давил, Топалов защищался. На 40-х ходах игровое преимущество на какое-то время, казалось, перешло к претенденту, но белые, пожертвовав на 49 ходе пешку, вновь пошли в наступление. Однако довести дело до победы Ананд не смог, партия завершилась вничью.
Счёт в матче стал 5,5:5,5. Осталась одна партия из основной серии, в которой Топалов должен был играть белыми.

### 12 партия
Ситуация к последней партии основной серии сложилась достаточно нетипичная: строго говоря, ни одному из участников не было необходимости побеждать. Равный счёт давал обоим игрокам возможность при неблагоприятном течении партии играть на ничью, чтобы выявить победителя в тай-брейке. С другой стороны, Топалов, имеющий худшие результаты в быстрых шахматах, был, пожалуй, более заинтересован в том, чтобы завершить матч без тай-брейка. То, что в данной партии он играл белыми, должно было стать дополнительным стимулом к активной, наступательной игре.
11 мая 2010 года
Веселин Топалов — Вишванатан Ананд
Отказанный ферзевый гамбит
1.d4 d5 2.c4 e6 3.Кf3 Кf6 4.Кс3 Се7 5.Сg5 h6 6.Сһ4 O-O 7.e3 Ке4 8.С:e7 Ф:e7 9.Лс1 c6 10.Се2 К:c3 11.Л:c3 dc 12.С:c4 Кd7 13.O-O b6 14.Сd3 c5 15.Се4 Лb8 16.Фс2 Кf6 17.dc К:e4 18.Ф:e4 bc 19.Фс2 Сb7 20.Кd2 Лfd8 21.f3 Са6 22.Лf2 Лd7 23.g3 Лbd8 24.Крg2 Сd3 25.Фс1 Са6 26.Ла3 Сb7 27.Кb3 Лс7 28.Ка5 Са8 29.Кс4 e5 30.e4 f5 31.ef e4 32.fe Ф:e4+ 33.Крһ3 Лd4 34.Ке3 Фе8 35.g4 h5 36.Крһ4 g5+ 37.fg Ф:g6 38.Фf1 Л:g4+ 39.Крһ3 Ле7 40.Лf8+ Крg7 41.Кf5+ Крһ7 42.Лg3 Л:g3+ 43.hg Фg4+ 44.Крһ2 Ле2+ 45.Крg1 Лg2+ 46.Ф:g2 С:g2 47.Кр: g2 Фе2+ 48.Крһ3 c4 49.a4 a5 50.Лf6 Крg8 51.Кһ6+ Крg7 52.Лb6 Фе4 53.Крһ2 Крһ7 54.Лd6 Фе5 55.Кf7 Ф:b2+ 56.Крһ3 Фg7 0-1
После полутора десятков ходов «по теории», которые в целом уравнивали позицию, Ананд избрал довольно редкое продолжение, ведущее к тому, что чёрные получают более активную позицию ценой ослабления пешечной цепи. Такая позиция и сложилась после 22 хода. Положение белых было вполне устойчивым, его портил лишь не защищённый должным образом король, для обеспечения безопасности которого белым нужно было срочно что-то предпринимать. В течение последующих десяти ходов Ананд развивал наступление. Топалов успешно оборонялся, пока на 32 ходе не сделал явно проигрышный ход, дающий возможность чёрным захватить центр. После этого хода партия для белых явно «покатилась под откос», а задача чёрных состояла лишь в том, чтобы безошибочно довести её до практически гарантированной победы. Сразу поняв фатальность своей ошибки, Топалов, тем не менее, продолжил активно обороняться, возможно, рассчитывая на ошибку Ананда. Ананд, в свою очередь, играл осторожно, «с двойным запасом», очевидно, более всего опасаясь выпустить победу из-за недосмотра. Однако более никаких неожиданностей партия не принесла: ошибок Ананд не допустил, оборона Топалова была планомерно разрушена, после 57 хода белые сдались.
Счёт в матче стал 6,5:5,5 — Ананд выиграл в основной серии, а значит, и в матче, отстояв звание чемпиона мира по шахматам.